# Odessa
Pour les articles homonymes, voir Odessa (homonymie).
Odessa (en ukrainien : Оде́са /ɔˈdɛsɐ/ ; en russe : Оде́сса /ɐˈdʲesə/) est une ville portuaire d'Ukraine, sur la mer Noire, et la capitale administrative de l'oblast d'Odessa. Sa population s'élevait à 1 000 000 d'habitants en 2024.
Fondée par un oukase du 27 mai 1794 de Catherine II de Russie, la ville prend son essor sous l'administration d'Armand-Emmanuel du Plessis de Richelieu, gouverneur d'Odessa entre 1803 et 1814. De 1819 à 1859, Odessa est un port franc. Sous la période soviétique, la ville sert de base navale et, depuis le 1er janvier 2000, le port d'Odessa est déclaré port franc et zone franche pour vingt-cinq ans.
Odessa possède un important centre portuaire commercial qui fournit en marchandises et matières premières une bonne partie du pays. Odessa comprend en fait deux ports : Odessa et Youjne (ce qui signifie « au Sud »), un important terminal pétrolier dans la banlieue. Tchornomorsk, autre port important, se trouve dans la même oblast, au sud-ouest d'Odessa. Ensemble, ils forment un nœud de communication ferroviaire important. Les industries pétrolières et chimiques d'Odessa sont reliées par des oléoducs stratégiques à la Russie et à l'Union européenne.
La ville est un des pôles économiques les plus importants d'Ukraine, doté d'industries agroalimentaire, textile et manufacturière. De plus, Odessa abrite un nombre considérable de marchés en plein air qui fournissent tout le pays en biens de consommation. Ses taux de croissance annuels dépassent souvent les 10 %.
Avec un peu plus d'un million d'habitants, Odessa est la troisième ville d'Ukraine et l'une des plus riches du pays. Au XIXe siècle, c'était la quatrième ville de l'Empire russe, après Moscou, Saint-Pétersbourg et Varsovie. Traditionnellement, son architecture est plus méditerranéenne que russe, très influencée par les styles français et italien. Odessa a toujours possédé un esprit de liberté et d'ironie, en raison de sa situation géographique d'ouverture aux étrangers. Elle est souvent dénommée la « Marseille d'Ukraine ».
La ville est une destination touristique de premier ordre, avec de nombreux cafés et discothèques, des kilomètres de plages de sable fin et une certaine atmosphère méridionale.
Le mercredi 25 janvier 2023, onze mois  après le début de l'invasion de l'Ukraine par la Russie, le centre historique de la ville a été inscrit sur la liste du patrimoine mondial en péril de l'UNESCO en raison des « menaces de destruction ».

## Géographie

### Localisation
Odessa est située au sud de l'Ukraine au bord de la mer Noire le long du golfe d'Odessa une échancrure de la côte qui a permis la construction du port. Elle se trouve à une trentaine de kilomètres au nord-est de l'estuaire du Dniestr. Elle est construite sur des collines de faible hauteur (hauteur moyenne 50 mètres et maximale 65 mètres) dominant la mer. L'arrière pays est complètement plat. Odessa est située à 440 km au sud de la capitale de l'Ukraine, Kiev, et à seulement 40 kilomètres de la frontière avec la Moldavie située à l'ouest. La superficie de la ville est de 162,42 km².

### Communes limitrophes
| Nerubais'ke     | Krasnosilka  | Usatove |
| Velykyi Dal'nyk | Odessa       |         |
| Velykodolynske  | Tchornomorsk |         |

### Climat

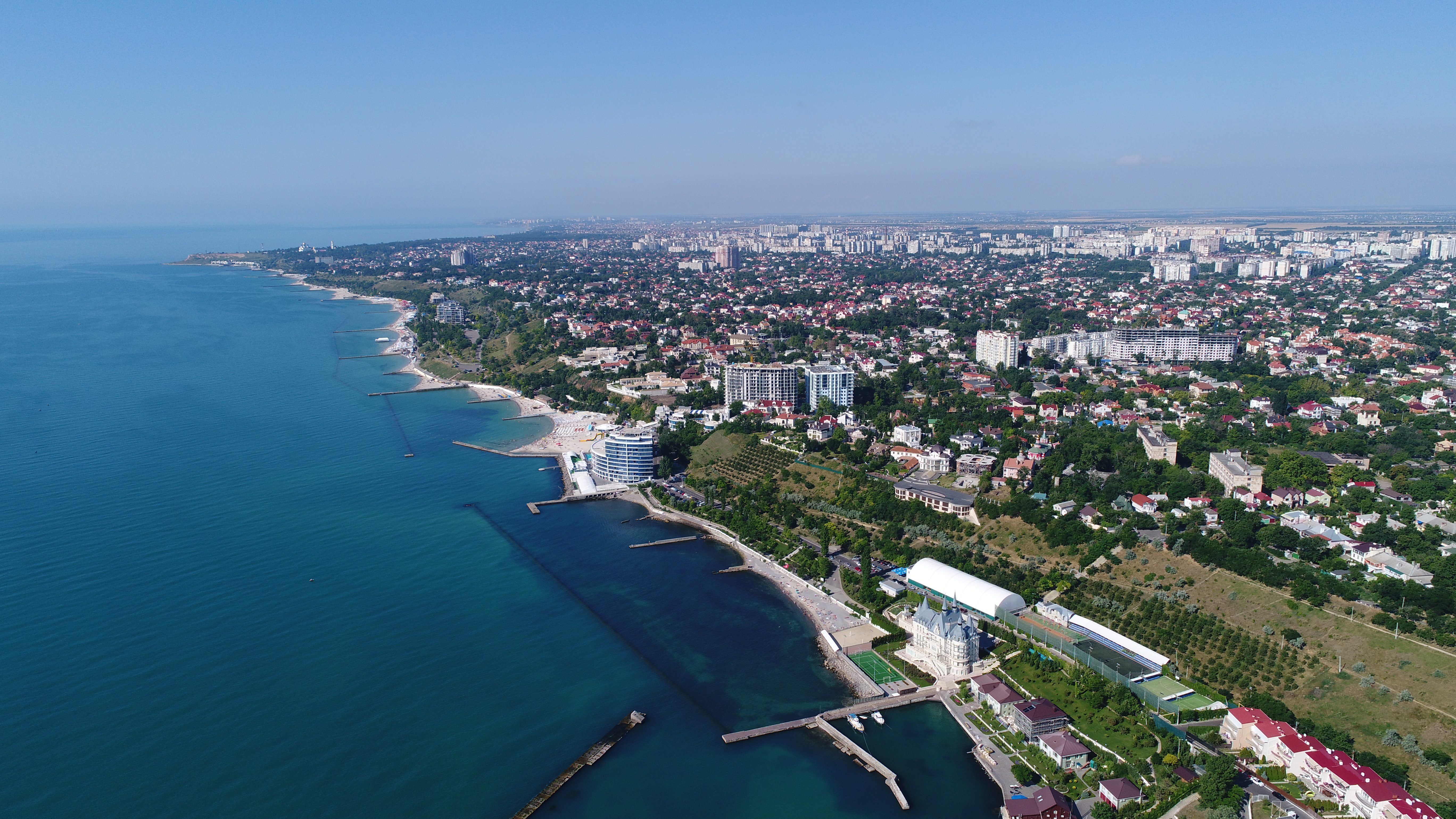
Odessa en été.

Le climat d'Odessa est doux et sec avec des températures moyennes en janvier de −2 °C et 22 °C en juillet. Il est de type continental humide ou Dfb selon la classification de Köppen. Odessa reçoit seulement 440 mm de précipitations annuelles. La neige recouvre le sol en moyenne 24 jours par an.
- Température record la plus froide : −28,0 °C (février 1929)
- Température record la plus chaude : 39,3 °C (juillet 2007)
- Nombre moyen de jours avec de la neige dans l'année : 40
- Nombre moyen de jours de pluie dans l'année : 113
- Nombre moyen de jours avec de l'orage dans l'année : 24
- Nombre moyen de jours avec du blizzard dans l'année : 4

## Urbanisme

### Quartiers
Moldavanka : ancien quartier (du roumain Moldoveanca), nom qui signifie « Moldave (au féminin) » : c'est le quartier de la vie bohème, du « milieu », des nouveaux et anciens riches, où vivaient des populations juives et roumaines, décrit par l'écrivain Isaac Babel dans ses Contes d'Odessa.

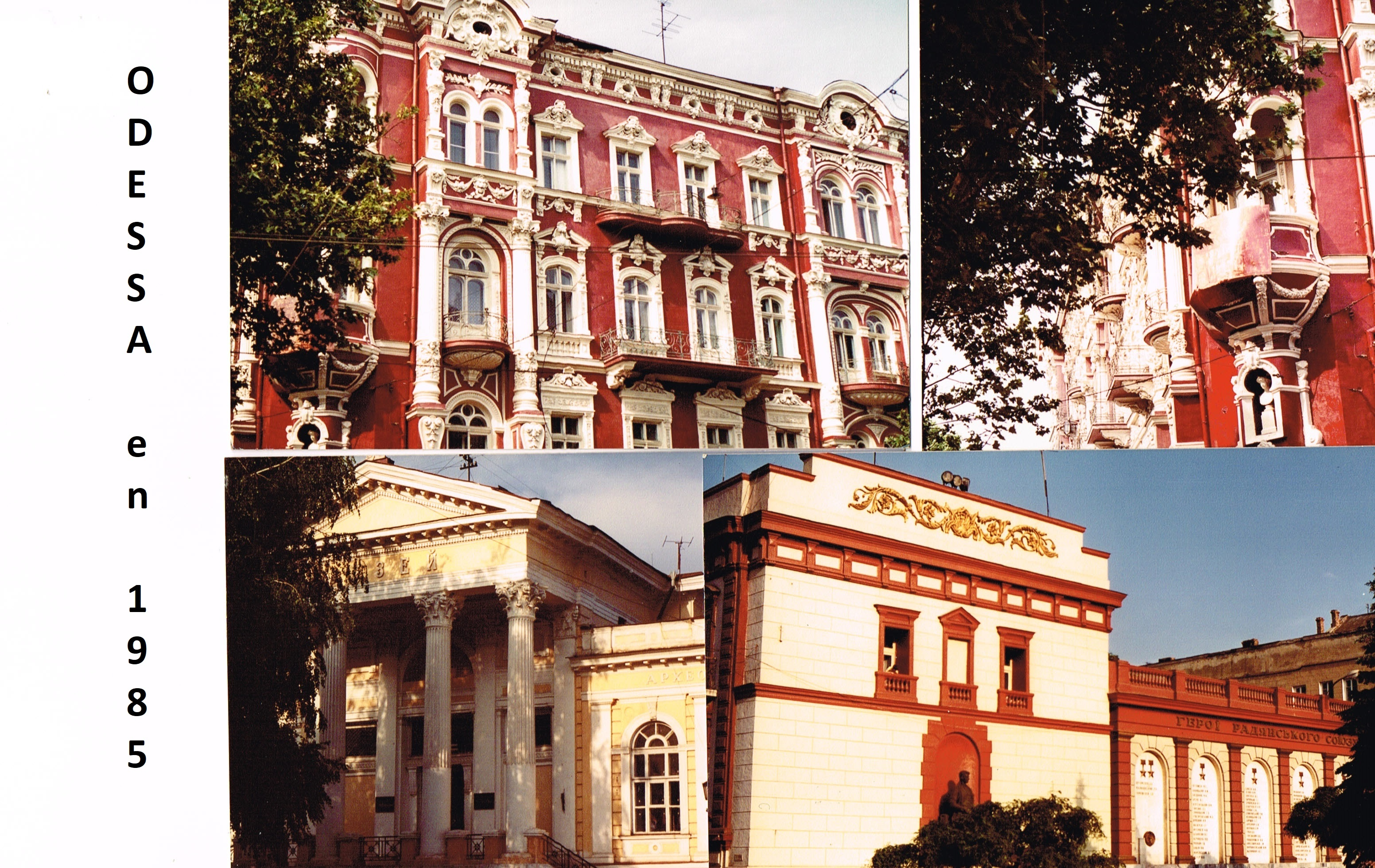
Vues d'un quartier d'Odessa en 1985

### Le souterrain d'Odessa
Odessa est le siège d'un labyrinthe souterrain urbain très unique et distinctif qui possède de nombreuses entrées et fait le tour de toute la ville. C'est à l'époque où Catherine II a conquis une partie de l'Ukraine que l'on a commencé à creuser et à construire sous la ville d'Odessa un vaste réseau de tunnels, considéré aujourd'hui comme le plus grand système de catacombes du monde. Il est difficile de dire exactement quand les travaux de creusement sous Odessa ont commencé, mais les catacombes ont été considérablement développées à partir de la fin du XVIIIe siècle, lorsque Catherine la Grande a ordonné la construction de cette nouvelle ville portuaire au bord de la mer. Une quantité incroyable de mines a été exploitée pour extraire le calcaire nécessaire à la construction de la ville en surface. Les tunnels ont été creusés à plus de 30 mètres sous terre sur trois niveaux différents. De nouveaux puits étaient créés lorsque les anciens manquaient de calcaire, et c'est grâce à ce processus qu'un réseau complexe de tunnels a commencé à prendre forme. L'exploitation minière s'est poursuivie tout au long du XIXe siècle et au début du XXe, jusqu'à la révolution russe de 1917. Les mines sont tombées entre les mains de criminels et de vagabonds qui ont commencé à utiliser le sous-sol pour se rencontrer et passer des marchandises en contrebande. À une époque, ces tunnels sombres et miteux étaient même utilisés par les marchands d'esclaves.
Lorsque les nazis sont arrivés à Odessa et ont commencé à massacrer la population de la ville, les catacombes ont servi de cachette aux partisans soviétiques qui combattaient les forces de l'Axe. Les cachettes ont été transformées en espaces de vie confortables par les combattants de la guérilla.
Certains des tunnels ont été reconstruits aujourd'hui, permettant aux visiteurs de voir les conditions exactes dans lesquelles vivaient les partisans.
Il existe plus de mille entrées connues menant à ce mystérieux labyrinthe rempli de grottes cachées, où les explorateurs modernes découvrent régulièrement des objets centenaires tels que des pièces de monnaie, des outils, des vêtements, des casseroles et des ustensiles de cuisine, des fusils de la Seconde Guerre mondiale et de vieux journaux.

### Transports
Transports en commun

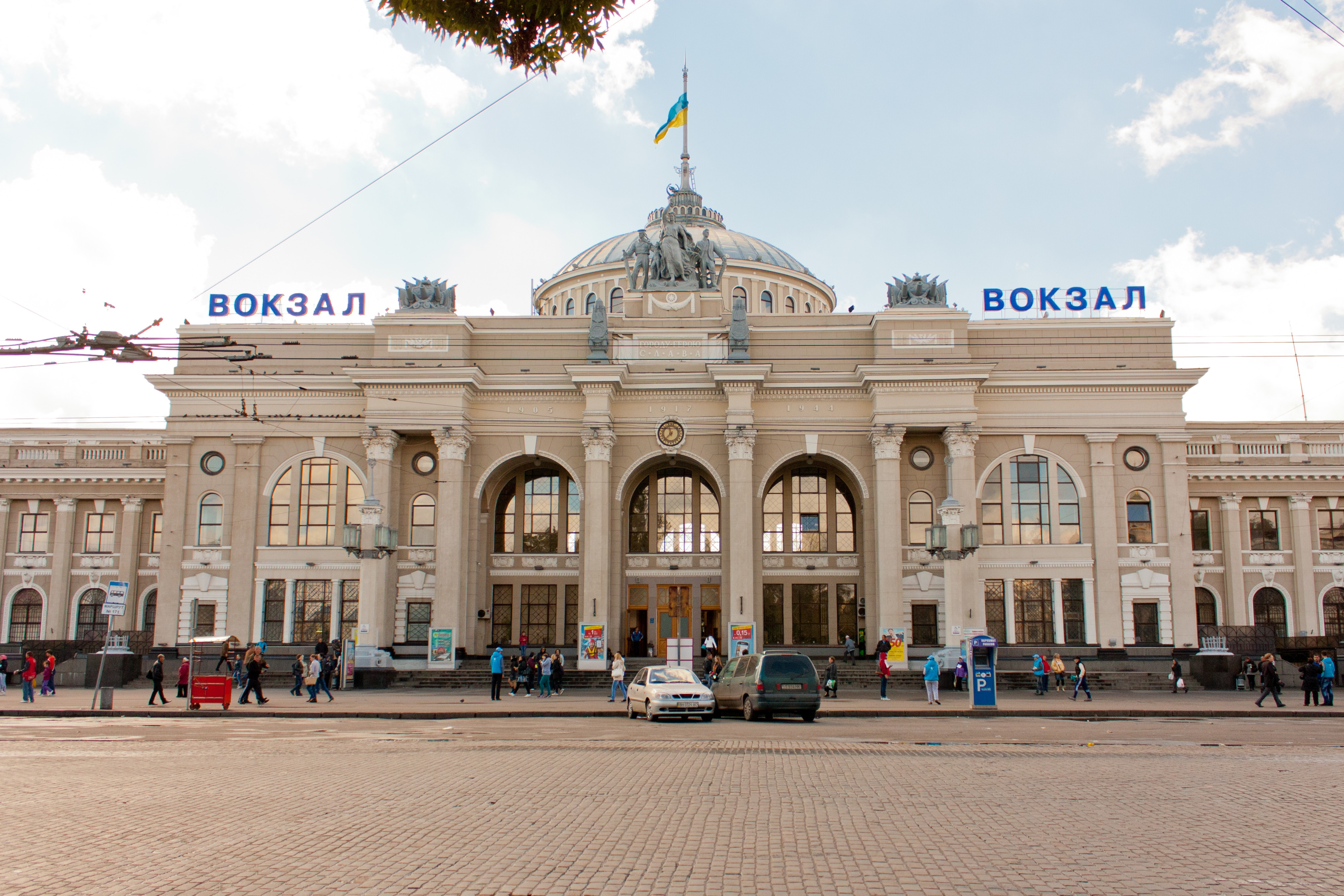
Gare ferroviaire.

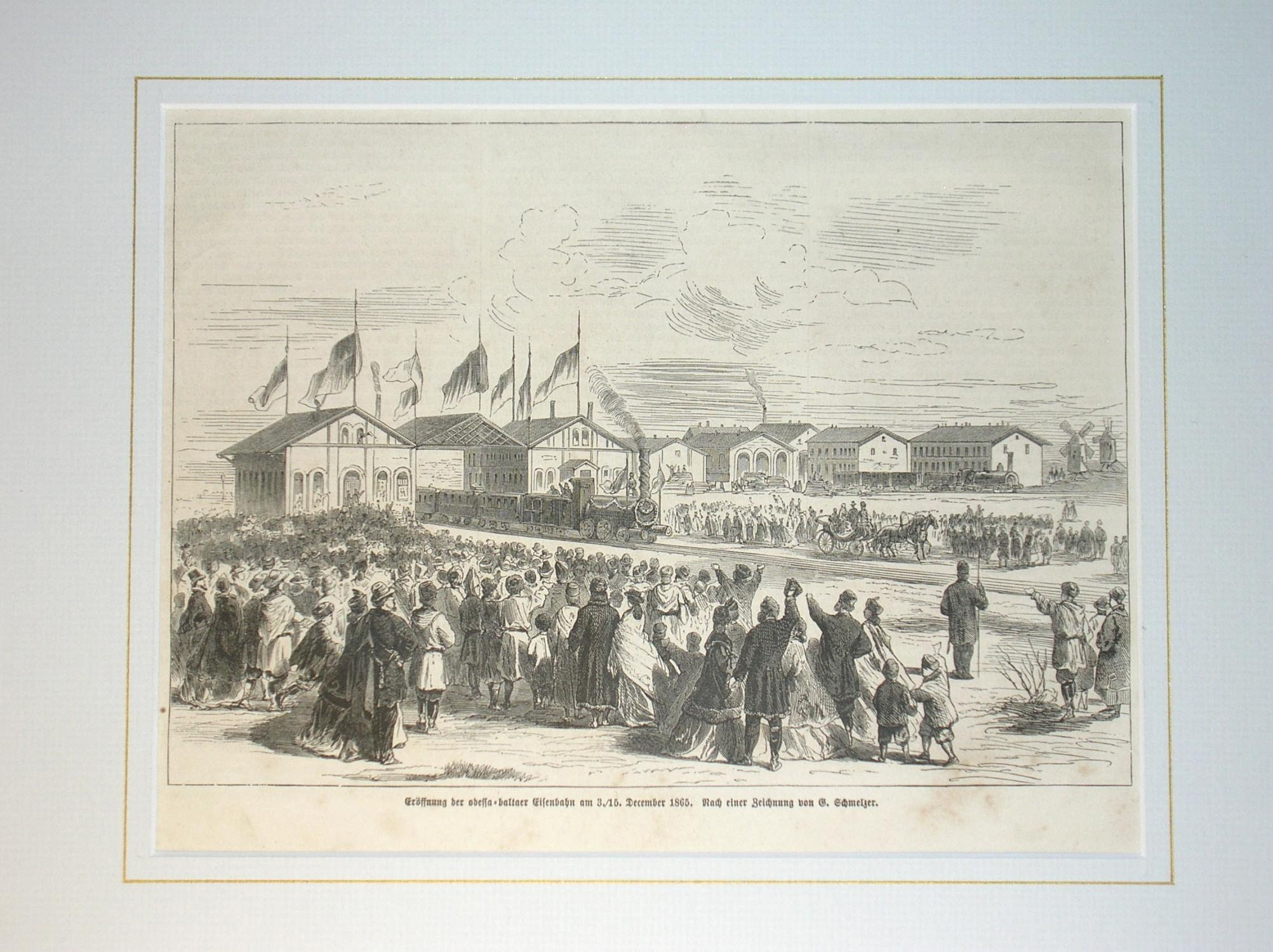
1865 l'arrivée du train.

En 1821, Odessa est la première ville de l'Empire russe à disposer d'un tramway à vapeur. Le système de transport en commun contemporain est composé d'un réseau très étendu de 23 lignes de tramways, de trolleybus, de bus et de marchroutkas (taxis collectifs).
Transport ferroviaire
Odessa est directement reliée par le chemin de fer aux principales villes d'Ukraine (Kiev, Lviv, Donetsk...), de Russie (Moscou...), de Pologne (Cracovie...) et de Moldavie (Chișinău). La gare principale Odessa Holovna a été inaugurée dans les années 1880. Ce bâtiment iconique a été détruit durant la Seconde Guerre mondiale et le bâtiment actuel a été édifié en 1952 dans le style réalisme socialiste.
Réseau routier
Odessa est desservie par de nombreuses routes majeures la reliant aux principales villes d'Ukraine. Les principaux axes routiers sont :
- M-05 au nord qui relie Odessa à la capitale de l'Ukraine Kiev (453 km) ;
- M-14 à l'est qui relie Odessa à la frontière russe via Kherson et Marioupol (624 km) ;
- M-15 au sud qui relie Odessa à Reni via Izmail (282 km) ;
- M-16 à l'ouest qui relie Odessa à la frontière moldave (59 km) ;
- M-28 qui relie Odessa à Yuzhne (49 km).

Aéroport
L'aéroport international d'Odessa comporte des lignes régulières qui relient Odessa aux plus grandes villes du pays, aux pays limitrophes (Russie, Pologne, Hongrie) ainsi qu'à Vienne (Autriche) et à Istanbul (Turquie). Le trafic passagers était en 2021 de 1,3 million de passagers.
Port maritime
Le port d'Odessa est relié à plusieurs villes de la mer Noire et de la Méditerranée par liaisons maritimes. Le port d'Odessa est une étape importante des croisières touristiques en mer Noire. Le port maritime est accessible depuis le fameux escalier Potemkine, et est un lieu de promenade fort apprécié des habitants d'Odessa.
Le Port de Pivdennyi est à 33 kilomètres d'Odessa.

## Toponymie
Odessa est officiellement fondée en 1794 comme forteresse russe sur les territoires annexés à l'Empire ottoman après le traité d'Iași en 1792. La ville fut nommée d'après le nom d'Ulysse, en grec Odusseus (féminisé selon le vœu de Catherine II en « Odessa »), comme l’explique de façon détaillée Jules Verne au début du chapitre VIII de son roman Kéraban le Têtu (1883). En effet les villes de Nouvelle Russie à cette époque portaient fréquemment des noms grecs selon la volonté de l'impératrice. Selon une interprétation plus prosaïque, Odessa a été nommée d'après Odessos, colonie grecque à l'origine de Varna, elle aussi située sur la Mer Noire.

## Histoire

### Antiquité
Dans l'Antiquité, la région d'Odessa était peuplée par les Scythes et les Daces, et colonisée par les Grecs comme toute cette partie des côtes de la mer Noire. Divers peuples nomades ou semi-nomades dominent tour à tour la région à partir du IIIe siècle (Sarmates, Goths, Gépides, Huns, Slaves, Avars, Proto-Bulgares).
Odessa a été temporairement sous l'influence polonaise et lituanienne. Après la grande invasion mongole de 1241, la région devient un territoire des Tatars (khanat du Boug). Ces Tatars furent combattus durant des siècles par la Moldavie et la Pologne. Les Ottomans inclurent la région et les Tatars islamisés dans leur Empire vers le XVIe siècle.

### Conflit russo-ottoman

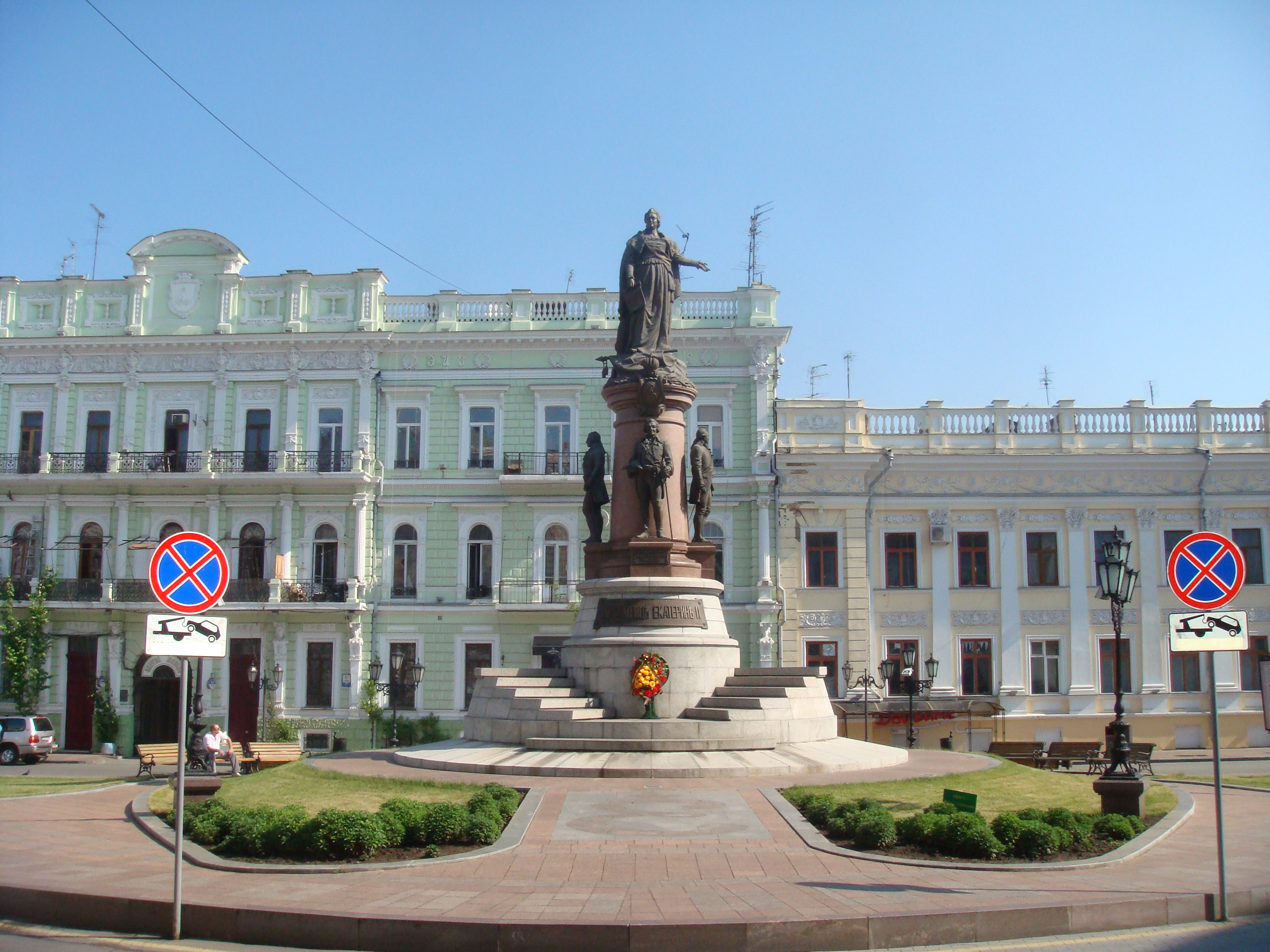
Ancienne statue de Catherine II et des fondateurs d'Odessa, démontée en décembre 2022.

Durant la guerre russo-ottomane, de 1787 à 1791, les Cosaques conquirent les positions tatares de Khadjibeï (Hacıbey) et la forteresse ottomane d’Eni-Dounia (Yeni Dünya) à proximité de l’emplacement actuel. L’amiral napolitain Ribas, au service des Russes, aida à mener cette conquête. Il choisit son emplacement dans une baie facile d’accès et l’on fit construire une centaine de maisons en pierre. Dans les années suivantes, des pêcheurs et marchands pontiques s’y installèrent et Catherine II de Russie choisit le nom d’Odessa en souvenir de la colonie grecque d’Odessos, aujourd’hui Varna en Bulgarie.

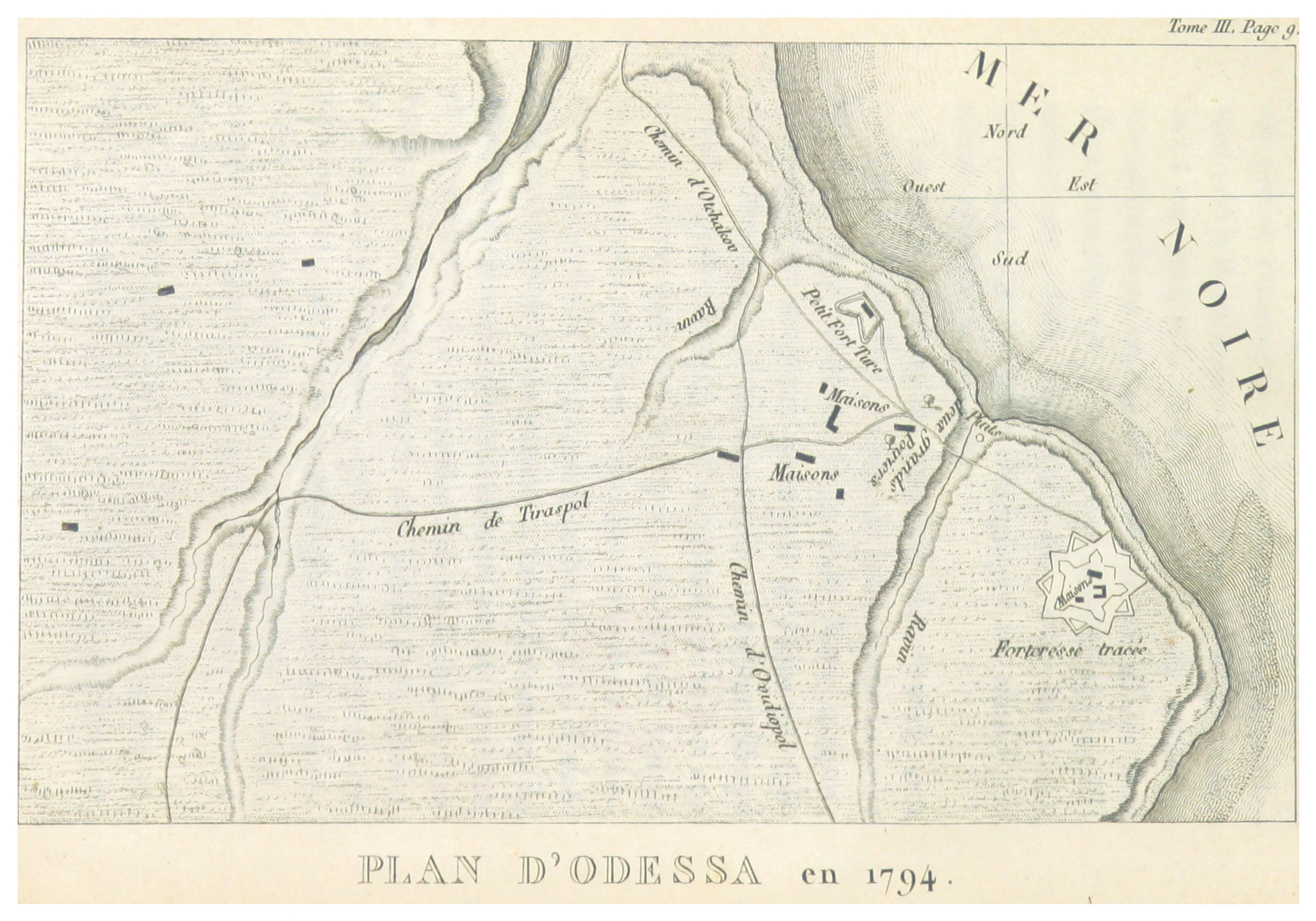
Plan d'Odessa en 1794.

### XIXesiècle

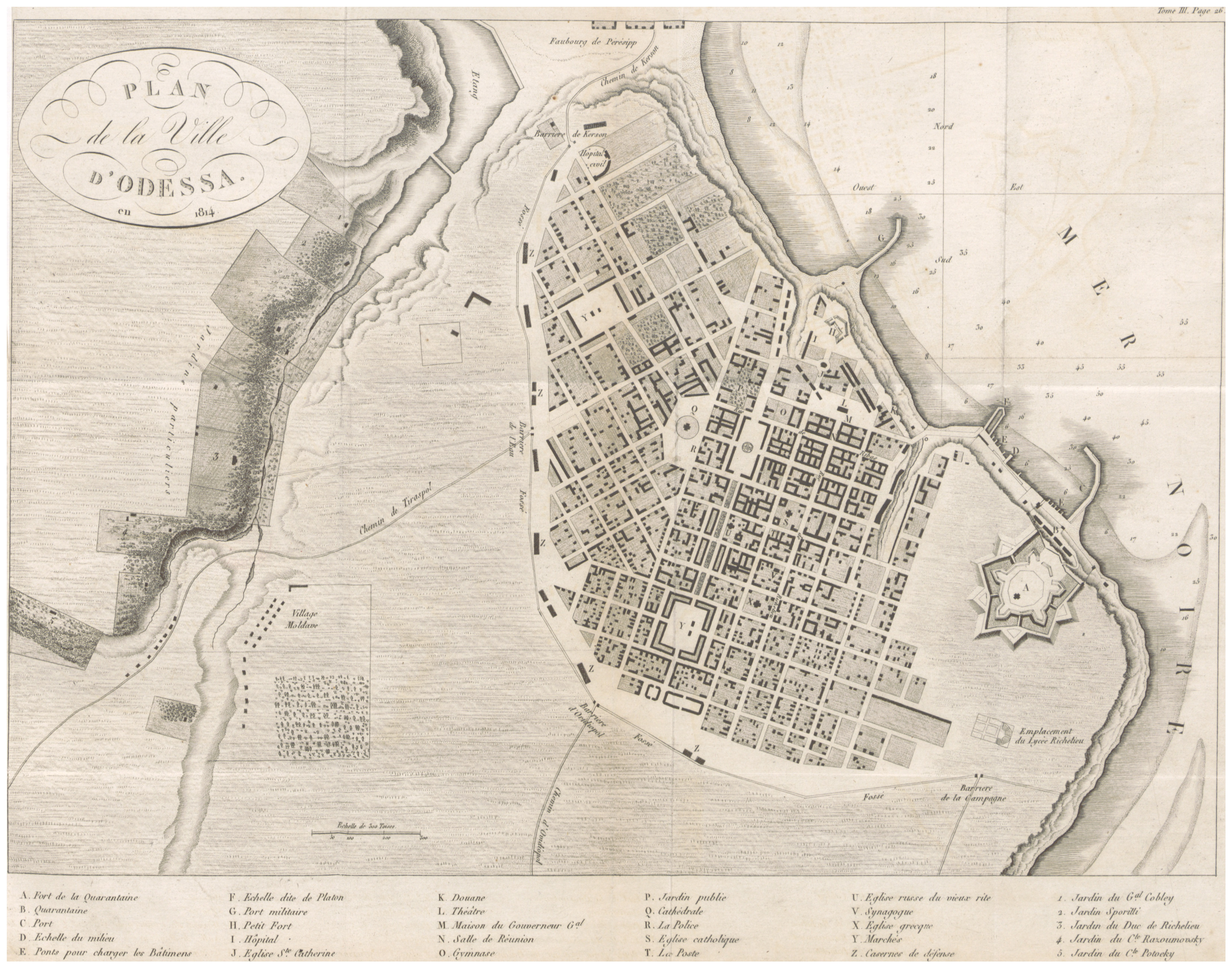
Plan de la ville d'Odessa en 1814.

Armand-Emmanuel du Plessis de Richelieu, qui avait l'amitié d'Alexandre Ier, est considéré comme l'un des pères fondateurs de la ville : Ayant fui la Révolution française, il servit dans l'armée russe contre les Ottomans. Il exerça d'abord la fonction de maire d'Odessa, de 1803 à 1805, puis celle de gouverneur d'Odessa et de Nouvelle-Russie de 1805 à 1814. On lui attribue le tracé de la ville et l'organisation de ses aménagements et de ses infrastructures. Il fut assisté de son aide de camp, son beau-frère, Louis-Victor-Léon de Rochechouart. Il organisa une quarantaine courageuse pendant une épidémie de choléra qui contribua à sa renommée. Il fut ensuite Premier ministre de France, au retour de Louis XVIII. Les nouveaux colons venus de Russie intérieure, de Galicie, de Moldavie, de Valachie, de Petite Russie (partie de l'actuelle Ukraine) étaient attirés par l'exemption de taxes les années suivant leur installation. Le duc fit agrandir le port par lequel s'effectuait l'exportation de blé vers Marseille. C'est à son initiative, mais après son départ, que fut fondé le lycée Richelieu, établissement d'élite de la Russie impériale, en 1817. Le comte de Langeron, émigré français, est à l'époque maire de la ville. Il crée Le Messager de la Russie méridionale, journal en français lu par l'élite de l'époque.

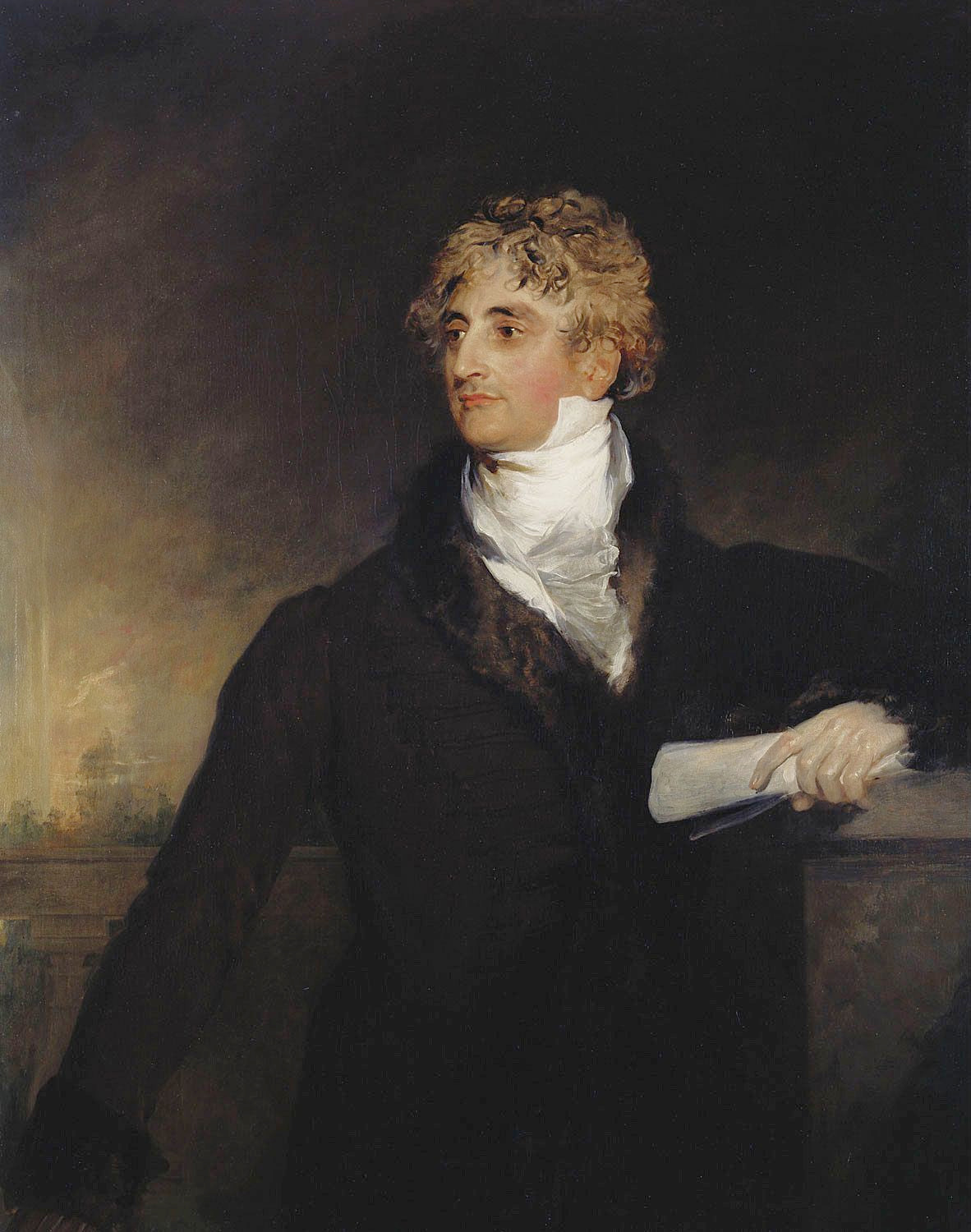
Portrait du duc de Richelieu.

De 1823 à 1824, le poète russe Alexandre Pouchkine y fut envoyé en exil. Dans ses lettres, il écrivit qu'Odessa était une ville où « On peut sentir l'Europe. L'on y parle le français et il y a des journaux et des magazines européens à lire. »

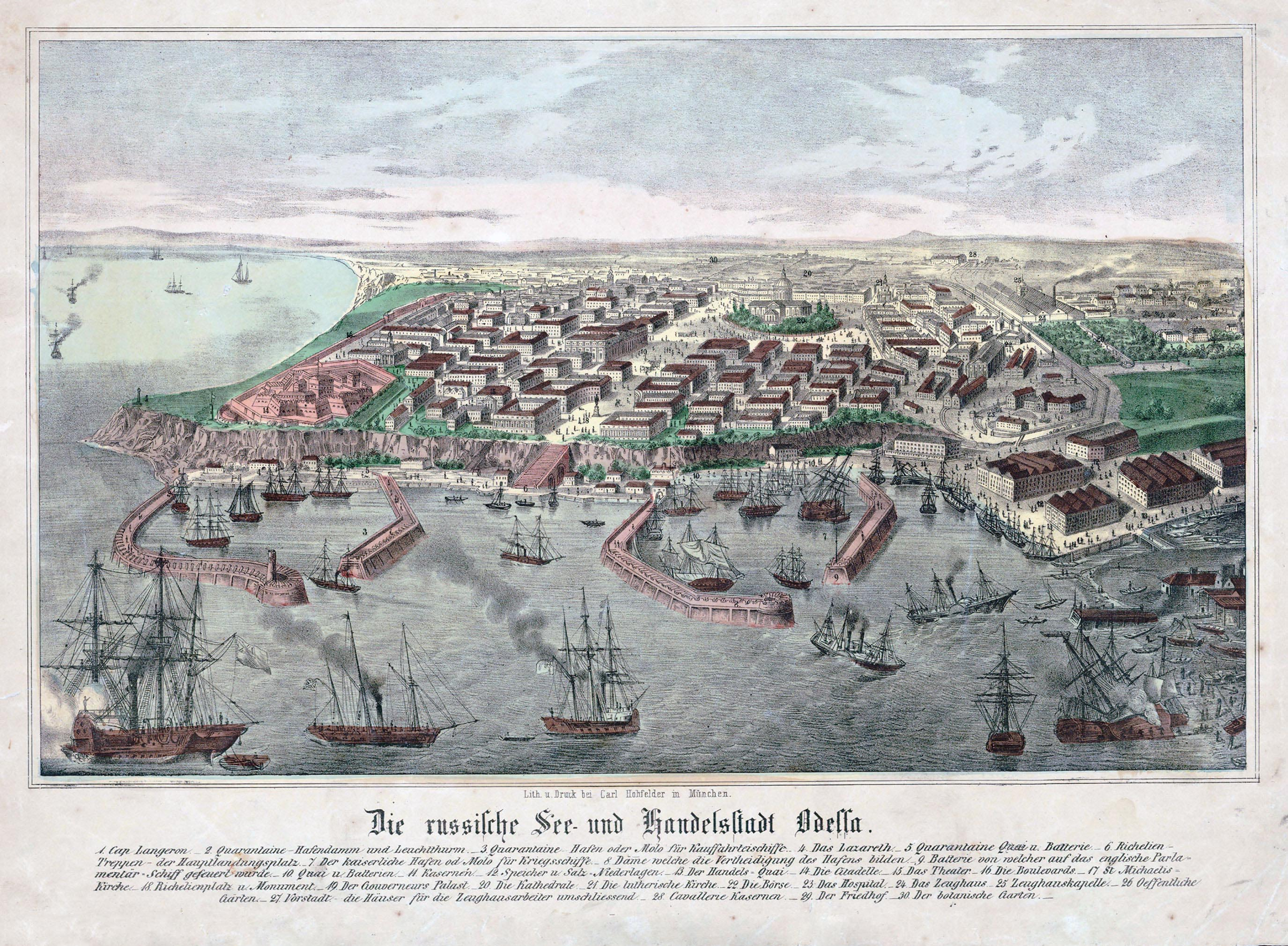
Odessa en 1850.

Au cours de la guerre de Crimée, de 1853 à 1856, Odessa fut bombardée par les marines britannique, ottomane et française. L'aspirant de 2e classe Henri Rieunier (1833-1918), qui fit la guerre d'Orient et le siège de Sébastopol en entier, raconte dans ses écrits exceptionnels, au jour le jour, sa participation à bord du navire le Charlemagne au bombardement d'Odessa, comme suit :

« … Le samedi 22 avril 1854, l'escadre fait feu contre les batteries du port de guerre d'Odessa et incendie les bâtiments de ce port. L’Aréthuse va tirer quelques bordées sur la batterie située au sud de la ville… Le Descartes, grand vapeur de 540 ch armé de 20 canons, s'embrase, deux bâtiments britanniques ont fait de même. Les vapeurs tirent tous à obus à grande distance de 8 à 12 encablures. La canonnade continue entre la terre et les bâtiments à vapeur. À midi 49 minutes, le fort qui se trouve sur le môle impérial prend feu et saute, à 1 heure, la canonnade cesse un peu, à 3 heures, recommence, à 3 h 35 minutes, un fort au fond de la rade prend feu… Les bâtiments qui se trouvent le long du môle impérial brûlent. On en voit plusieurs qui s'inclinent, et coulent. Le feu dure toute la nuit. Le Sans Pareil et deux autres corvettes britanniques se sont tenues à l'écart et signalent que tous les obus tombent dans la bonne direction. Au commencement du feu, trois navires marchands et quelques Britanniques s'échappent du port de la quarantaine. Le fort du môle impérial leur tire dessus. Le dimanche 23 avril, le feu brûle encore à terre… La citadelle et le port d'Odessa bombardés, la flotte franco-britannique eut soin d'épargner la ville… »

L'augmentation du commerce entraîna la croissance d'Odessa, qui devint le port d'exportation de céréales le plus important de l'Empire russe. En 1866, la ville fut reliée par rail à Kiev et Kharkov ainsi qu'à Chișinău et Iași en Moldavie.
La famille de Léon Tolstoï possédait un hôtel particulier en ville qui peut encore être visité.

La plupart des maisons urbaines du XIXe siècle sont construites en pierre calcaire extraite des carrières des environs. Des carrières abandonnées furent utilisées et agrandies par les contrebandiers, ce qui créa un labyrinthe de tunnels sous Odessa, appelés « catacombes ». Aujourd'hui, elles attirent les touristes, mais ces visites peuvent être dangereuses, car il n'existe pas de carte exacte de ce réseau.

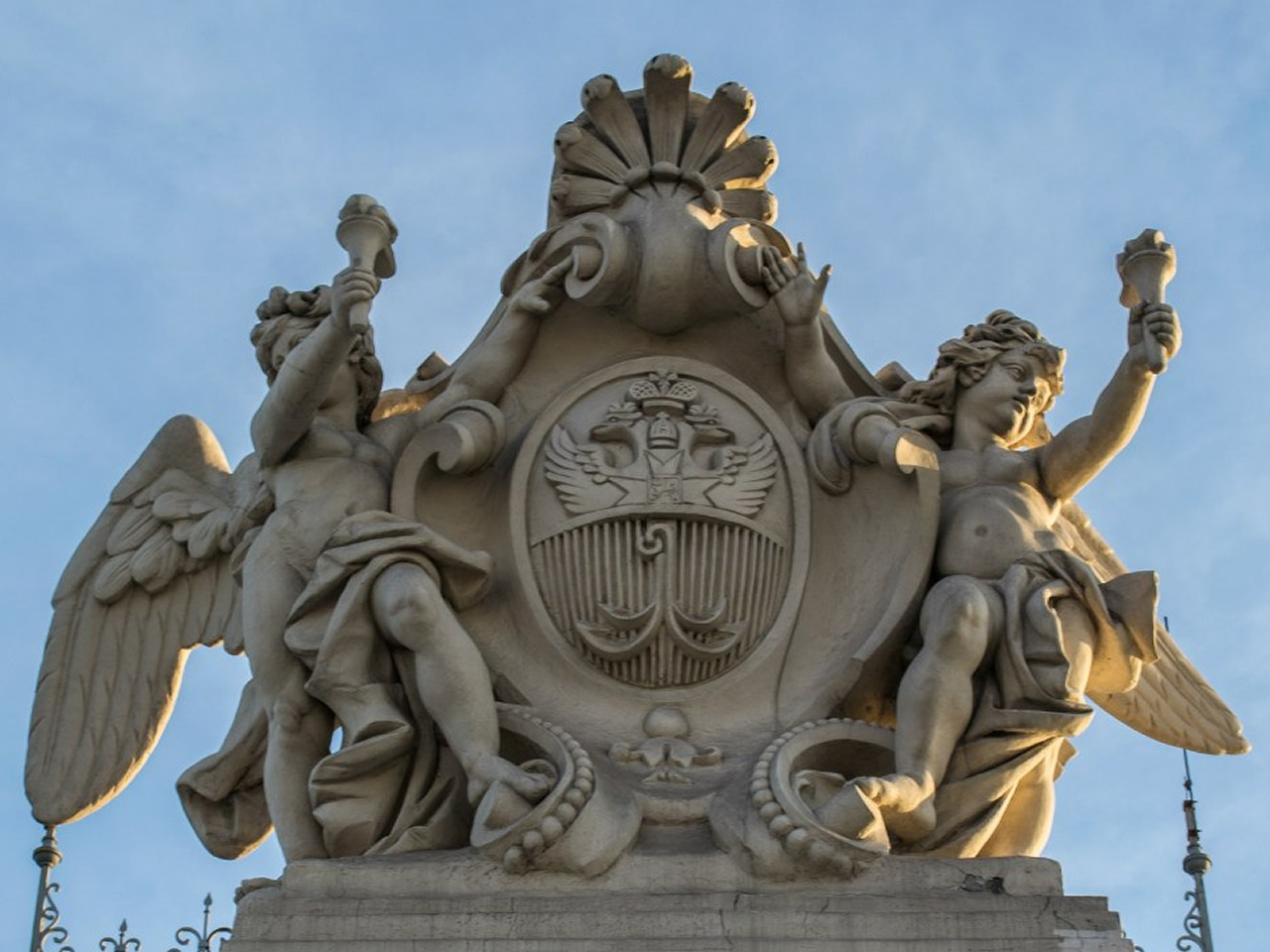
Armoiries d'Odessa.

Au cours du XIXe siècle, une grande migration venant de Pologne en a fait la ville la plus juive des grandes villes de l'Empire russe.

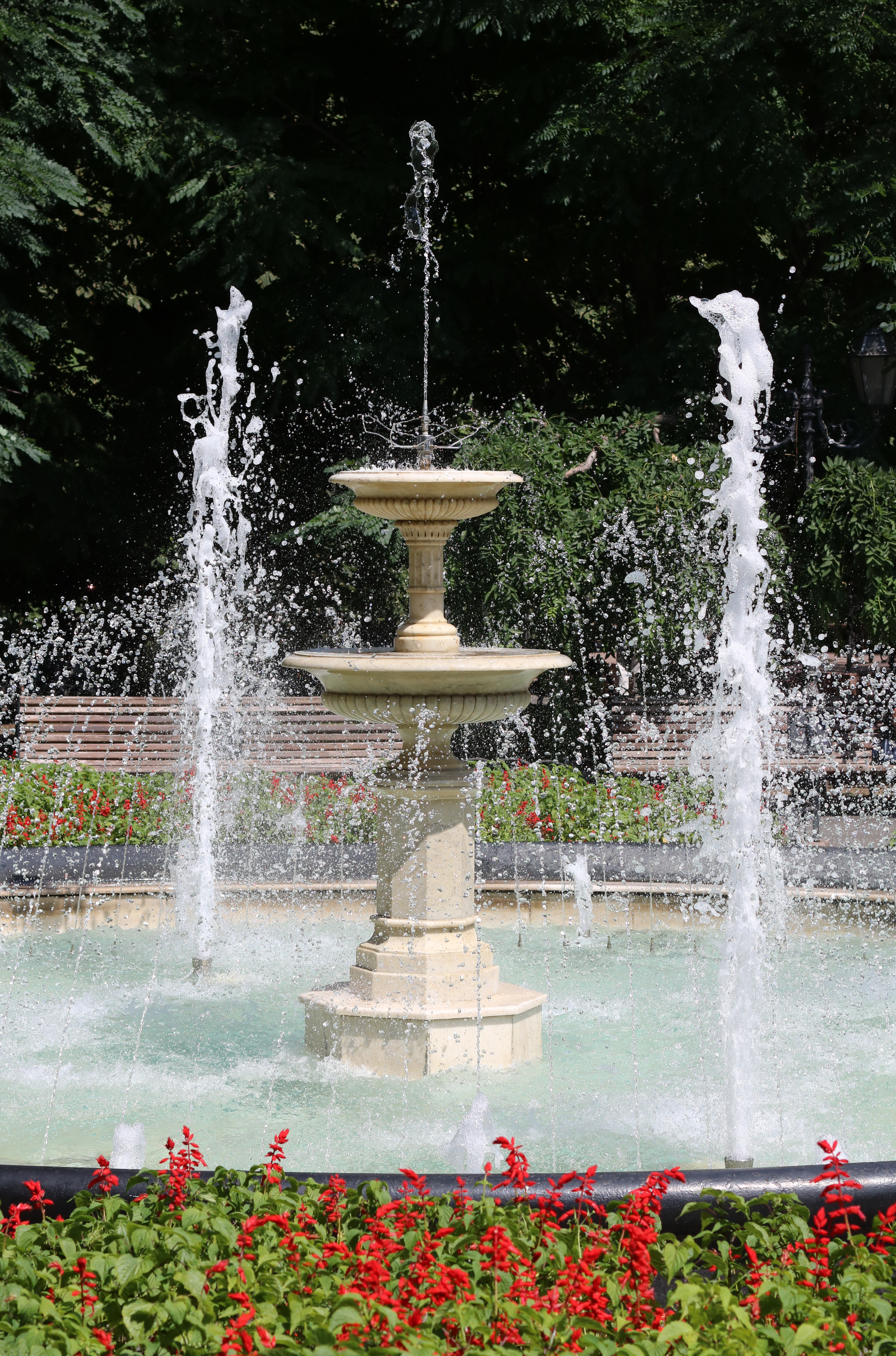
Une fontaine à Odessa, installée rue Deribasivska en 1875. Elle est devenue le centre des rendez-vous romantiques (juillet 2021).

### La révolution russe de 1905

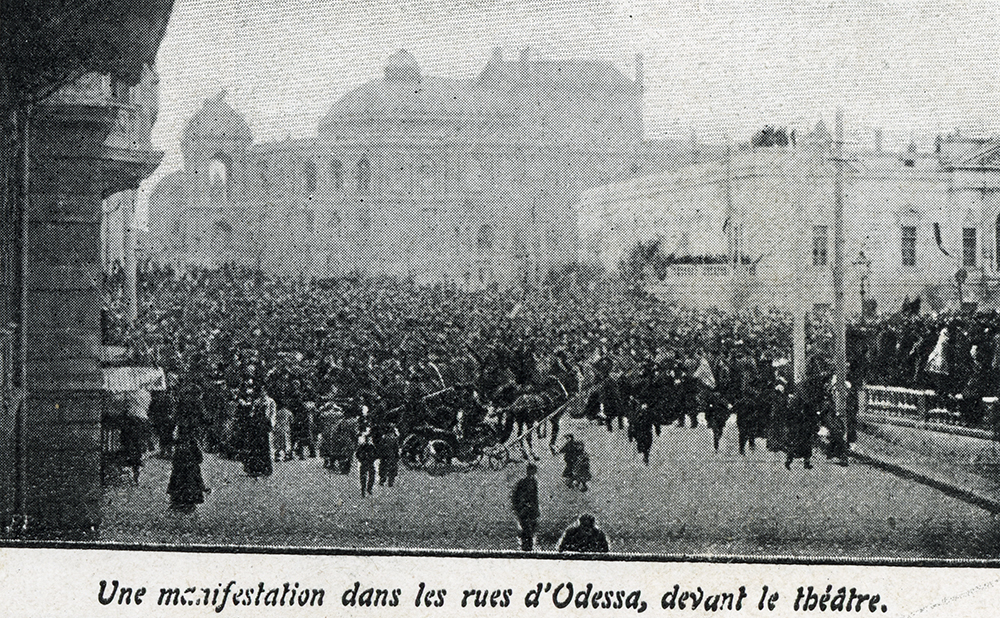
Manifestation à Odessa en 1905.

Avant la Première Guerre mondiale, une activité cinématographique se développe à Odessa. Ainsi, le Studio d'Odessa est fondé en 1907 et devient par la suite un des plus importants du cinéma muet russe et du cinéma ukrainien.
En 1905, Odessa est le théâtre d'événements révolutionnaires et d'un soulèvement d'ouvriers soutenus par l'équipage du cuirassé Potemkine pendant la révolution russe de 1905. Cette mutinerie inspire en 1925 le film de Sergueï Eisenstein, Le Cuirassé Potemkine.

### La révolution russe de 1917
Dans la foulée de la révolution de Février en 1917, se constitue le 15 mars 1917 une Rada (un conseil) autonome, présidée par l'historien Mykhaïlo Hrouchevsky. La Rada centrale manifeste son opposition au coup d'État bolchévik en octobre en proclamant le 19 novembre la République populaire ukrainienne, non séparée de la République russe. Les bolcheviks refusent de reconnaître la Rada centrale et fondent une série de républiques : la République populaire ukrainienne des soviets (dans l’est), la république soviétique de Donetsk-Krivoï-Rog, la république socialiste soviétique de Tauride, devenue ensuite la république socialiste soviétique de Crimée et, à Odessa, la république soviétique d'Odessa. Néanmoins, en 1917, le parti bolchevik reste assez peu implanté en Ukraine, exception faite des régions industrielles de l'est et du sud.
À la suite de l'insurrection bolchevique d'Odessa, la république soviétique d’Odessa y déchaîne la terreur rouge : quatre cents officiers sont exécutés à bord du croiseur Almaz, transformés en bloc de glace sur le pont à force de jets d'eau, ou jetés vivants dans la chaudière ; en ville, quatre cents familles accusées d'être « bourgeoises » sont massacrées par une foule en colère rassemblée par les nouvelles autorités. Ensuite, la république soviétique d’Odessa prend le contrôle du Yedisan et attaque la Bessarabie, contrôlée par la République démocratique moldave qui appelle à l’aide les troupes franco-roumaines.
Mais, ne parvenant pas à maintenir son contrôle au-delà des environs immédiats de la ville, la république soviétique d’Odessa est contrainte de composer avec la Rada centrale, alors même que celle-ci poursuit parallèlement avec la Russie bolchévique des négociations préliminaires au traité de Brest-Litovsk. Ce traité, signé entre les empires centraux et la Russie bolchévique livre à l’Empire allemand les pays baltes, la Biélorussie et la République populaire ukrainienne que Lénine ne parvenait pas à contrôler. De ce fait, le gouvernement, l’état-major et une partie des troupes de la république soviétique d’Odessa quittent la ville, livrée aux Allemands, à bord de l’Almaz et par train sur Nikolaïev et Sébastopol, et de là, à Ieïsk, sur la rive orientale de la mer d'Azov, non loin de Rostov-sur-le-Don. Pour finir, les républiques bolcheviques d’Ukraine, dont la république soviétique d’Odessa, s’unirent le 19 mars 1918 pour former la République soviétique ukrainienne avec, initialement, Kharkov pour capitale.
En 1919, la ville est occupée par les forces navales françaises de l’amiral Amet venues y soutenir les armées blanches, mais les marins communistes se mutinent et l’intervention est un échec. La guerre civile y reprend de plus belle entre, chacun pour soi, les Ukrainiens nationalistes, les Russes « blancs » tsaristes, les Ukrainiens anarchistes, et l’« Armée rouge » bolchévique qui, en 1920, prend définitivement le contrôle d’Odessa, désormais intégrée à la république socialiste soviétique d'Ukraine, membre en 1922 de l’URSS.

### L’entre-deux-guerres
Le Cuirassé Potemkine, film réalisé à Odessa par Eisenstein en 1925, comporte la fameuse scène où des centaines de personnes sont tuées sur le monumental escalier de pierre, appelé à l’époque « escalier Richelieu » et aujourd’hui connu sous le nom d’escalier du Potemkine. En haut des marches qui descendent vers le port se dresse la statue du duc de Richelieu. Le massacre réel se déroula dans les rues proches, non sur les marches elles-mêmes, mais le film a transformé cet escalier en attraction touristique.
Durant les années 1920 et 1930, la population d’Odessa souffrit des famines soviétiques : famine de 1921-1922 et surtout Holodomor dont la responsabilité incombe au régime communiste stalinien d'après les survivants et la plupart des historiens,.

### Les massacres d’Odessa
Au cours de la Seconde Guerre mondiale, de 1941 à 1944, Odessa fut occupée par les forces armées roumaines alors alliées de l’Allemagne nazie et souffrit d’importants dommages. Le Gouvernorat de Transnistrie y fut établi en août 1941 avec Odessa comme capitale. Avant guerre, la plus importante communauté juive d’Union soviétique, soit 133 000 personnes d’après le recensement de 1926, y vivait. Après l’attaque des forces de l’Axe contre l’URSS le 22 juin 1941, environ 45 % de cette communauté put s’enfuir vers l’intérieur de l’Union soviétique, mais quatre mois plus tard, plus de 75 000 Juifs se trouvaient encore en ville lorsqu’elle fut occupée. Le 22 octobre 1941, six jours après l’entrée des troupes roumaines dans la ville, un attentat tua le général Ioan Glogojeanu, commandant d’Odessa, ainsi qu’une grande partie de son état-major, faisant une quarantaine de morts. Le soir même, le gouvernement roumain accusa l’ensemble des Juifs odessites d’en être les instigateurs et ordonna des « représailles implacables ». Vingt minutes plus tard, le nouveau commandant d’Odessa, le général Trestioreanu, annonça qu’il allait pendre les Juifs et les communistes sur les places publiques. Pendant la nuit, cinq mille personnes furent exécutées. Le 23 octobre, dix-neuf mille Juifs furent exécutés et leurs cadavres arrosés d’essence et brûlés.
Le maréchal Antonescu, dictateur et Premier ministre roumain de 1941-1944, donna l'ordre de tuer deux cents communistes pour chaque officier victime de la bombe et cent pour chaque soldat. À ce titre, tous les communistes et un membre de chaque famille juive durent être emprisonnés comme otages. Antonescu ordonna à nouveau des représailles : il demanda que les otages encore en vie « connaissent les mêmes souffrances que les officiers morts dans l’explosion ». Le 24 octobre au soir, les Juifs emprisonnés furent transportés en dehors de la ville et fusillés devant des fossés anti-chars par groupe de quarante ou cinquante. L’opération se révélant trop lente, les cinq mille Juifs restants furent enfermés dans trois entrepôts et mitraillés. Puis les entrepôts furent incendiés le 25 octobre, jour de l’enterrement des militaires victimes de l’attentat du 22 octobre. La plupart des hommes juifs d’Odessa furent ainsi massacrés.
Le 1er novembre, la ville ne comptait plus que 33 885 Juifs, essentiellement des femmes et des enfants qui vivaient terrorisés dans le ghetto de Moldavanka (en). Les Juifs d’Odessa et de sa région furent ensuite déportés vers la Podolie sous occupation roumaine, dans les anciens kolkhozes de Bogdanovka, Domanevka et Ahmetetchka. Ils furent logés dans des conditions déplorables, entassés dans des ruines, des étables ou des porcheries. Ils souffrirent de nombreuses maladies dont la dysenterie et le typhus, et la Croix-Rouge roumaine (en) de Viorica Agarici, ainsi que l’association Aliya d’Eugen Meissner et Samuel Leibovici basée à Bucarest, ne furent autorisées à leur venir en aide qu’au compte-gouttes et contre d’importantes taxes ou pots-de-vin. Un grand nombre fut massacré à partir du mois de décembre. Ceux qui n’avaient pas encore été déportés le furent par train à partir de janvier 1942. Le 10 avril 1942, il ne restait plus à Odessa que 703 Juifs.
Selon les rapports officiels, les militaires roumains, aidés par les autorités collaborationnistes locales, avaient abattu entre le 18 octobre 1941 et le 17 mars 1942, jusqu’à vingt-cinq mille Juifs et en avaient déporté plus de trente-cinq mille, dont une bonne part trouvèrent ensuite la mort. Le rapport fait aussi état de cinq mille Juifs tués à Bogdanovka, et plusieurs milliers d’autres à Golta (en) et dans la région voisine. La Jewish Virtual Library retient le nombre de trente-quatre mille victimes entre le 22 et le 25 octobre, et le musée américain sur la Shoah soutient que « les forces roumaines et allemandes ont tué presque cent mille Juifs à Odessa pendant l’occupation de la cité ». D’autres sources estiment le nombre de personnes tuées dans la Podolie sous occupation roumaine à 115 000 dont 100 000 Juifs (en majorité odessites) et 15 000 Tziganes.
Odessa fut finalement libérée par l’Armée rouge en avril 1944 lors de l’offensive Dniepr-Carpates. Ce fut l’une des quatre premières villes à recevoir le titre de ville héros en 1945,.

### Odessa depuis 1945

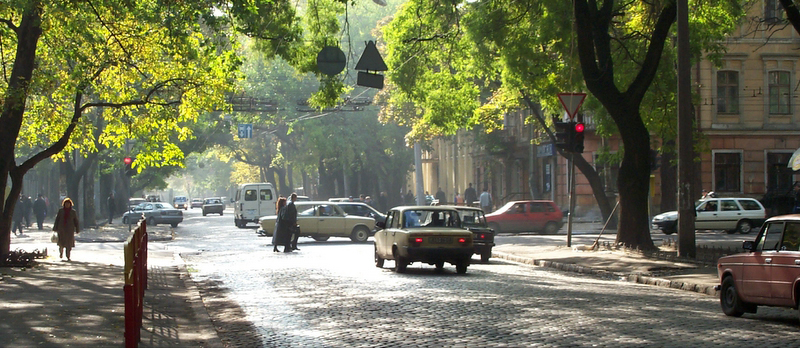
Rue d’Odessa en automne.

Après la guerre, la ville en partie ruinée et dépeuplée, souffre à nouveau d’une famine, celle de 1946-1947, et la terreur rouge stalinienne n'y cesse qu'à partir de 1956, après la déstalinisation. La situation une fois normalisée, la ville se développa énormément pendant les années 1960 et 1970.
Au cours des années 1970 puis 1990, la majorité des Juifs odessites, revenus des autres régions d’URSS où ils avaient pu échapper à la Shoah, émigrèrent vers Israël, vers les États-Unis et vers l’Europe de l'Ouest. L’émigration vers Moscou et Léningrad fut aussi très importante, formant de vraies communautés. Regroupés à New York, d’autres Juifs odessites ont valu à leur quartier américain le surnom de « Little Odessa ». Après leur départ, la population recensée de la ville se déclara aux deux tiers ukrainienne, et russe pour un tiers.

#### Incendie criminel à Odessa en 2014
En mai 2014, la ville est en proie à de graves troubles entre partisans du gouvernement central intérimaire de Kiev, et opposants russophones. À la suite de la mort d’un militant pro-Kiev abattu dans le centre-ville lors de graves altercations entre supporteurs d’équipes de football, les partisans prorusses, pourchassés par les partisans du gouvernement central de Kiev, se retranchent à l’intérieur de la maison des Syndicats, qui prend feu à la suite des jets de cocktails Molotov par les assiégeants. Une quarantaine de manifestants prorusses sont morts asphyxiés ou brûlés vifs le soir du 2 mai 2014,.

### Implication dans l'invasion de l'Ukraine par la Russie
Odessa est la cible de frappes russes.

## Politique et administration

### Liste des maires
- 1824 — 1827 : Philippe Loutchytch
- 1830 — 1833 : Philippe Loutchytch
- 1839 — 1842 : Philippe Loutchytch
- 1831 - 1837 : Alexis de Levchine
- 1867 - 1878 : Mykola Novoselskyi
- 1871, 1873, 1875 faisant fonction : Grigorios Maraslis
- 1878 - 1895 : Grigorios Maraslis
- 1889 faisant fonction : Valerian Liguin
- 1895 - 1897 : Valerian Liguin
- 1897 - 1905 : Pavlo Zelenyi
- 1897 de février à décembre et 1905 de mai à octobre : Petro Kryzhanovskyi
- 1905 - 1909 : Vassil Protopopof
- 1919 : Sofia Sokolovskaya
- 1921 : Yakov Drobnis
- 1941 - 1944 : Gherman Pântea
- 1983 -  1992 : Valentin Simonenko
- 1994 - 1998 : Edouard Hourvitch
- 1998 : Mykola Biloblotskyi
- 1998 - 2005 : Rouslan Bodelan
- 2005 - 2010 : Edouard Hourvitch
- depuis 2014 : Hennadiy Troukhanov.

### Jumelages
| Ville | Ville                         | Pays | Pays            | Période                     |
| ----- | ----------------------------- | ---- | --------------- | --------------------------- |
|       | Alexandrie                    |      | Égypte          | depuis 1968                 |
|       | Baltimore                     |      | États-Unis      | depuis le 17 septembre 1975 |
|       | Brest                         |      | Biélorussie     | depuis le 10 avril 2004     |
|       | Calcutta                      |      | Inde            | depuis 1986                 |
|       | Chișinău                      |      | Moldavie        | depuis 1994                 |
|       | Constanța                     |      | Roumanie        | depuis 1991                 |
|       | Djeddah                       |      | Arabie saoudite |                             |
|       | Erevan                        |      | Arménie         | depuis le 29 novembre 1995  |
|       | Gdańsk,                       |      | Pologne         | depuis le 7 juin 1996       |
|       | Gênes,                        |      | Italie          | depuis le 7 mars 1979       |
|       | Haïfa                         |      | Israël          | depuis 1992                 |
|       | Huși                          |      | Roumanie        |                             |
|       | Héraklion                     |      | Grèce           |                             |
|       | Istanbul                      |      | Turquie         | depuis le 2 novembre 1997   |
|       | Klaipėda,                     |      | Lituanie        | depuis 2004                 |
|       | Le Pirée                      |      | Grèce           | depuis le 25 mars 1993      |
|       | Liverpool                     |      | Royaume-Uni     | depuis 1957                 |
|       | Lárnaca (municipalité),       |      | Chypre          | depuis le 3 septembre 2004  |
|       | Marrakech                     |      | Maroc           | depuis le 7 mai 2019        |
|       | Marseille                     |      | France          | depuis le 5 mai 1973        |
|       | Minsk                         |      | Biélorussie     | depuis le 29 avril 1996     |
|       | municipalité de Nicosie (en), |      | Chypre          | depuis le 2 février 1996    |
|       | Ningbo                        |      | Chine           | depuis le 29 septembre 2008 |
|       | Oulu                          |      | Finlande        | depuis 1957                 |
|       | Pärnu                         |      | Estonie         |                             |
|       | Qingdao                       |      | Chine           | depuis le 29 avril 1993     |
|       | Ratisbonne                    |      | Allemagne       | depuis le 4 novembre 1990   |
|       | Rosh HaAyin                   |      | Israël          |                             |
|       | Split                         |      | Croatie         | depuis 1964                 |
|       | Szeged,                       |      | Hongrie         | depuis 1957                 |
|       | Tallinn                       |      | Estonie         | depuis le 14 octobre 1997   |
|       | Tbilissi,                     |      | Géorgie         | depuis le 26 octobre 1996   |
|       | Valence                       |      | Espagne         |                             |
|       | Valparaíso                    |      | Chili           | depuis le 21 juin 2004      |
|       | Van                           |      | Turquie         |                             |
|       | Vancouver                     |      | Canada          | depuis 1971                 |
|       | Varna                         |      | Bulgarie        | depuis 1992                 |
|       | Varsovie                      |      | Pologne         | depuis le 1er octobre 2010  |
|       | Vienne                        |      | Autriche        | depuis 2006                 |
|       | ville métropolitaine de Gênes |      | Italie          | depuis le 7 mars 1979       |
|       | Yokohama,                     |      | Japon           | depuis le 1er juillet 1965  |
|       | Łódź,                         |      | Pologne         | depuis le 7 mai 1993        |

## Population et société

### Nationalités

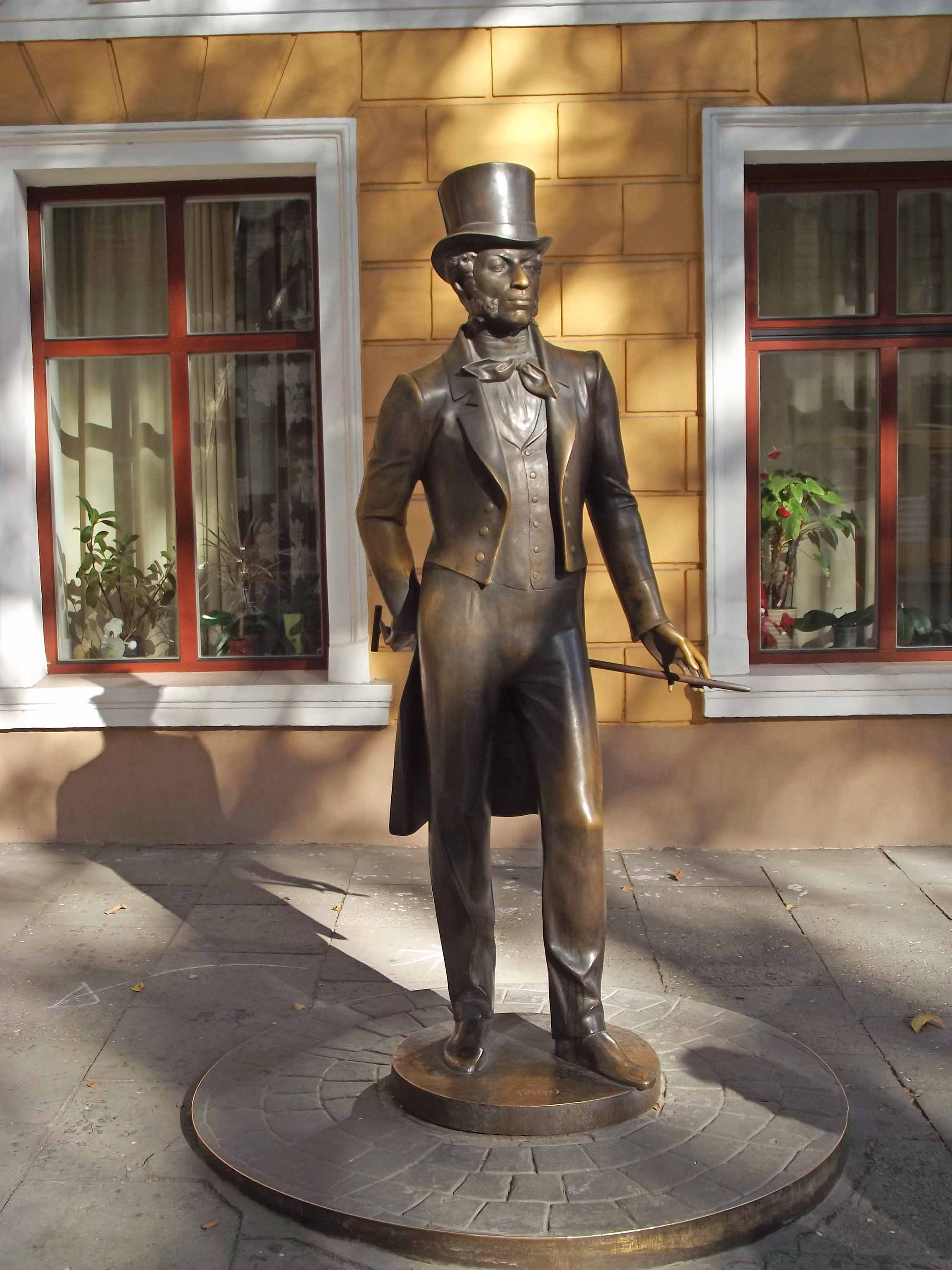
Statue de Pouchkine à Odessa. Pouchkine a passé treize mois dans la ville en 1823-1824.

Les habitants de nationalité ukrainienne constituent la majorité (62 %) des habitants d'Odessa, qui compte également une forte minorité russe (29 %). La ville abrite également beaucoup d'autres nationalités : Albanais, Arméniens, Azéris, Tatars de Crimée, Bulgares, Géorgiens, des Grecs, Moldaves, Turcs, Tsiganes et autres.

### Démographie
En 2012, le taux de natalité était de 10 pour mille avec 10 170 naissances (contre un taux de natalité de 9,8 pour mille en 2011 pour 9 875 naissances) ; le taux de mortalité était de 11,9 pour mille avec 12 032 décès (contre un taux de mortalité de 12,2 pour mille en 2011 avec 12 293 décès). Le solde naturel était donc négatif (-1,9 pour mille). En 2015 la ville est près de passer sous la barre du million d'habitants et enregistre 10 111 naissances (pour un taux de natalité de 10,2 pour mille) contre 12 992 décès (avec un taux de mortalité de 13,3 pour mille).
Recensements (*) ou estimations de la population :
| 1799  | 1814   | 1850    | 1873    | 1897*   | 1910    | 1923*   |
| ----- | ------ | ------- | ------- | ------- | ------- | ------- |
| 4 117 | 20 000 | 100 000 | 180 922 | 403 815 | 506 000 | 314 840 |

| 1926*   | 1939*   | 1959*   | 1970*   | 1979*     | 1989*     | 2001*     |
| ------- | ------- | ------- | ------- | --------- | --------- | --------- |
| 411 416 | 601 651 | 667 182 | 891 546 | 1 046 133 | 1 115 371 | 1 029 049 |

| 2012      | 2013      | 2014      | 2015      | 2016      | 2017      | 2018      |
| --------- | --------- | --------- | --------- | --------- | --------- | --------- |
| 1 008 162 | 1 014 852 | 1 017 022 | 1 016 515 | 1 010 848 | 1 010 783 | 1 011 494 |

| 2022      | 2024      | - | - | - | - | - |
| --------- | --------- | - | - | - | - | - |
| 1 010 537 | 1 000 000 | - | - | - | - | - |

### Structure par âge
0-14 ans : 13,5 %  (hommes 68 777/femmes 65 303)
15-64 ans : 69,6 %  (hommes 335 759/femmes 335 759)
65 ans et plus : 16,9 %  (hommes 60 133/femmes 107 231) (2016 officiel)

### Sécurité et corruption
Le port d'Odessa est connu pour sa tradition de criminalité : la contrebande, le vol, les fausses déclarations et la corruption font partie de la vie quotidienne depuis des générations.
Selon Le Monde, la ville est « gangrenée par la violence et la corruption ». Une corruption qui est présente au plus haut niveau de l'administration locale ; le maire de la ville, Hennadi Troukhanov, faisant avant la guerre avec la Russie « autant les titres de la chronique judiciaire qu’il prenait soin de ses administrés ». La guerre a temporairement suspendu bon nombre d'affaires en cours d'examen par le parquet anticorruption.

### Éducation
- Université d'Odessa, 
  - Académie militaire d'Odessa ;

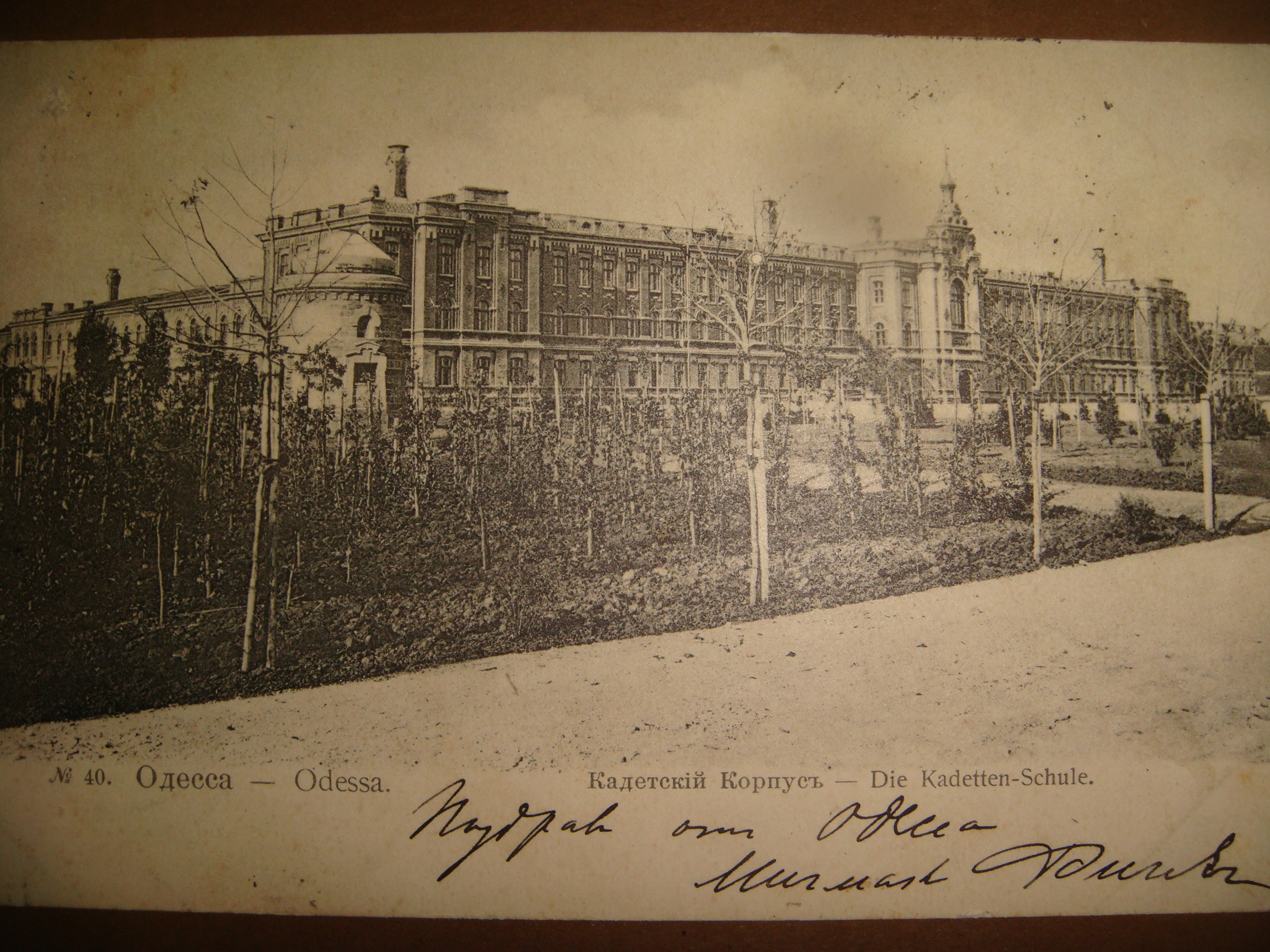
L'École des cadets au début du XXe siècle.

- Université nationale polytechnique d'Odessa ;
- Université nationale de l'environnement d'Odessa ;
- Université nationale d'économie d'Odessa ;
- Université nationale maritime d'Odessa ;
- Université nationale pédagogique Kostiantyn Ushynski de l'Ukraine du Sud ;
- Lycée Richelieu d'Odessa (disparu) ;
- École des cadets d'Odessa (disparue) ;
- Académie d’État du Génie civil et de l'Architecture d'Odessa ;

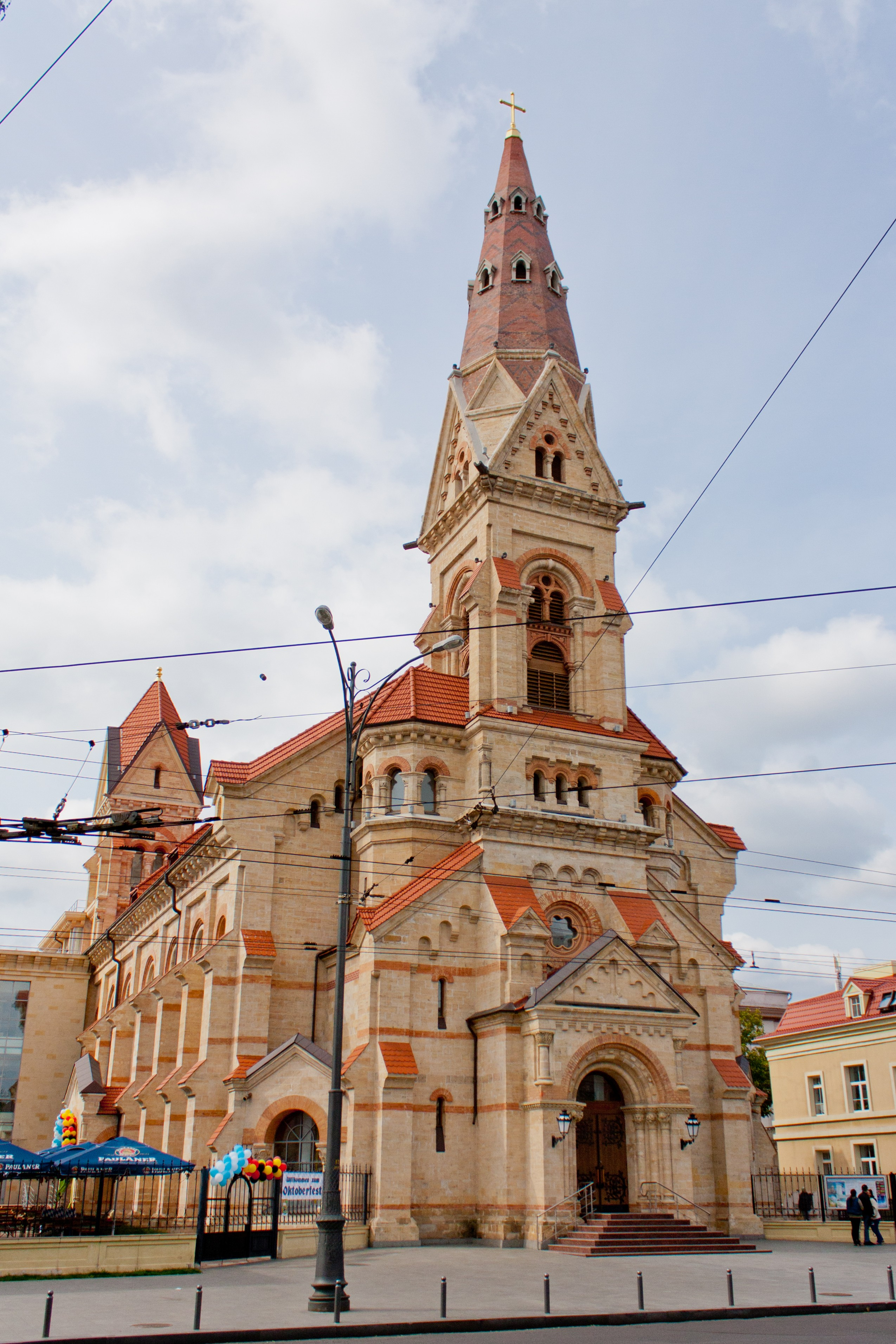
L'église luthérienne allemande d'Odessa.

- École française privée d'Odessa.

### Édifices religieux
Comme Odesa a été habitée par des peuples de différentes religions, elle possède une variété d'édifices religieux, tels que la cathédrale orthodoxe de la Transfiguration, la cathédrale catholique de l'Assomption-de-la-Vierge-Marie, l'église luthérienne Saint-Paul, la synagogue Brodsky et la mosquée Al-Salam. La ville compte également un certain nombre de cimetières historiques, dont le cimetière cosaque de Kuialnyk.

### Personnalités liées à Odessa

Monument à Antin Golovaty sur le Boulevard Primorsky.

- Armand-Emmanuel du Plessis de Richelieu (1766-1822), gouverneur de la ville.
- Léonid Botcharov (1909-1964), général-major soviétique, participant de la défense d'Odessa (chef du département politique de l'Armée séparée du littoral) pendant la Grande Guerre patriotique.
- Rodion Malinovski (1898-1967), maréchal de l'Union soviétique et ministre de la Défense soviétique, né à Odessa.
- Mendele Moïkher Sforim (1836-1917), écrivain juif russe de langues hébraïque et yiddish.
- Aleksey Hansky (1870-1908), astronome, géodésiste et géophysicien, diplômé de l’université impériale de Nouvelle Russie.
- Haïm Nahman Bialik (1873-1934), poète en langue hébraïque.
- Vitold Polonski (1879-1919), acteur russe du cinéma muet.
- Malvina Chvidler, actrice.
- Savely Schleifer (1881-1944), artiste peintre né à Odessa.
- Sonya Adler et Jacob Adler, comédiens et époux.
- Semion Tchernetsky (1881-1950), chef d'orchestre militaire né à Odessa.
- Anna El-Tour (1886-1954), chanteuse et pédagogue.
- Anna Akhmatova (1889-1966), poétesse russe, née près d'Odessa.
- Lev Zadov (1893-1938), activiste politique ukrainien, y est mort.
- Jacques Gotko (1899-1944), artiste peintre né à Odessa.
- Eufrosinia Kersnovskaïa (1908-1994), écrivaine, née à Odessa.
- Isaac Babel (1894-1940), écrivain juif russe né à Odessa.
- Léonid Outiossov (1895-1982), acteur et chanteur de jazz soviétique né à Odessa.
- Ilf (1897-1937) et Petrov (1903-1942), duo d'écrivains dont l'œuvre satirique connut un énorme succès dans les années 1920-1930.
- Alexis Kalaeff (1902-1978), artiste peintre de l'École de Paris, né à Odessa.
- Alexey Malovsky (1903-1942), lieutenant-colonel de l’Armée soviétique, héros de la défense d'Odessa en 1941.
- Mikhaïl Toumachev (1903-1973), général-major soviétique, commandant de l'École d'infanterie à Odessa (1942-1945).
- Ivan Lioudnikov (1902-1976) un colonel-général soviétique, a étudié à l'école militaire d'infanterie d'Odessa.
- Ivan Missane (1903-1980), lieutenant général soviétique, a étudié à l'école militaire d'infanterie d'Odessa, a vécu à Odessa, y est mort.
- George Gamow (1904-1968), physicien théorique, astronome, cosmologiste et vulgarisateur scientifique américano-russe.
- David Retchisky, alias Claude Servet (1904-1944), résistant membre des FTPF.
- Boris Lissanevitch (1905-1985), danseur classique russe.
- Valentin Glouchko (1908-1989), ingénieur, l'un des pères du programme spatial soviétique.
- Jacques Bergier (1912-1978), résistant, scientifique, écrivain franco-polonais, né à Odessa.
- Les violonistes Mischa Elman (né à Talnoïe en 1891), Nathan Milstein (né à Odessa en 1903), David Oïstrakh (né à Odessa en 1908), et Leonid Kogan (né à Dniepropetrovsk en 1924), ainsi que les pianistes Benno Moiseiwitsch (né à Odessa en 1890), Samouïl Feinberg (né à Odessa en 1890 aussi), Maria Grinberg (née à Odessa en 1908), Shura Cherkassky (né à Odessa en 1909), Iakov Zak (né à Odessa en 1913), Sviatoslav Richter (né à Jytomyr en 1915), Emil Gilels (né à Odessa en 1916) et Oleg Maisenberg (né à Odessa en 1945) y grandirent et y vécurent plus ou moins longtemps.
- Efim Geller (1925-1998), joueur d'échecs soviétique puis russe.
- Mikhaïl Jvanetski et Roman Kartsev, humoristes.
- Felix Shinder (1986), né à Odessa, chanteur du folk, musicien.
- Sergueï Eisenstein, a tourné le film Le Cuirassé Potemkine à Odessa, en 1925.
- Aleksandr Rekemchuk (1927-2017), écrivain russe, né à Odessa[85].
- Svetlana Fabrykant, femme politique et journaliste de l'oblast.
- Regina Derieva (1949-2013), poétesse russe, née à Odessa.
- Alexander Rojtburd (né en 1961), artiste ukrainien, né à Odessa.
- Julia Gomelskaïa (1964-2016), compositrice.
- Maryna Zanevska (1993) née à Odessa, joueuse de tennis ukrainienne, professionnelle depuis 2009. Elle prend la nationalité belge en octobre 2016.
- Elina Svitolina (1994) née à Odessa, joueuse de tennis ukrainienne. Professionnelle depuis 2010, elle a remporté dix titres en simple sur le circuit WTA.
- Aïda Nikolaïtchouk (1982), née à Odessa, chanteuse.
- Igor Gankévitch (1962-1990), né à Odessa, chanteur de rock, un des fondateurs du Club rock d'Odessa. Leader du groupe Bastion[86].
- Léonid Foursenko (né en 1936) — pédagogue ukrainien et soviétique, savant, organisateur de l'éducation dans la région d'Odessa[87].
- Joseph Timchenko (1852-1924), inventeur ukrainien, y est mort.
- Dina Toumarkina (1932-), artiste de théâtre d'Azerbaïdjan, y est née.
- Olha Stefanichyna, vice première ministre.

Depuis les années 1970, Odessa est reconnue comme capitale de l'humour soviétique. Depuis, des festivals d'humour ont lieu dans la ville.

## Économie
Aujourd'hui, Odessa est une ville de 1,1 million d'habitants, sans tenir compte des immigrés non enregistrés. Les industries de la ville sont la construction navale, le raffinage, la chimie, la métallurgie et l'agroalimentaire. Odessa est aussi une base navale et le port d'attache d'une flotte de pêche. Les mouvements socio-économiques récents ont conduit à l'établissement du « 7e kilomètre » – le plus grand marché européen non couvert de gros situé dans la banlieue. Les gens de toute l'Ukraine y viennent pour acheter et revendre des biens de consommation – principalement fabriqués en Chine.
Le port d'Odessa est le principal site d'exportation des blés ukrainiens. L'importance de l'« origine mer Noire » dans le marché mondial est de premier plan.

## Culture locale et patrimoine

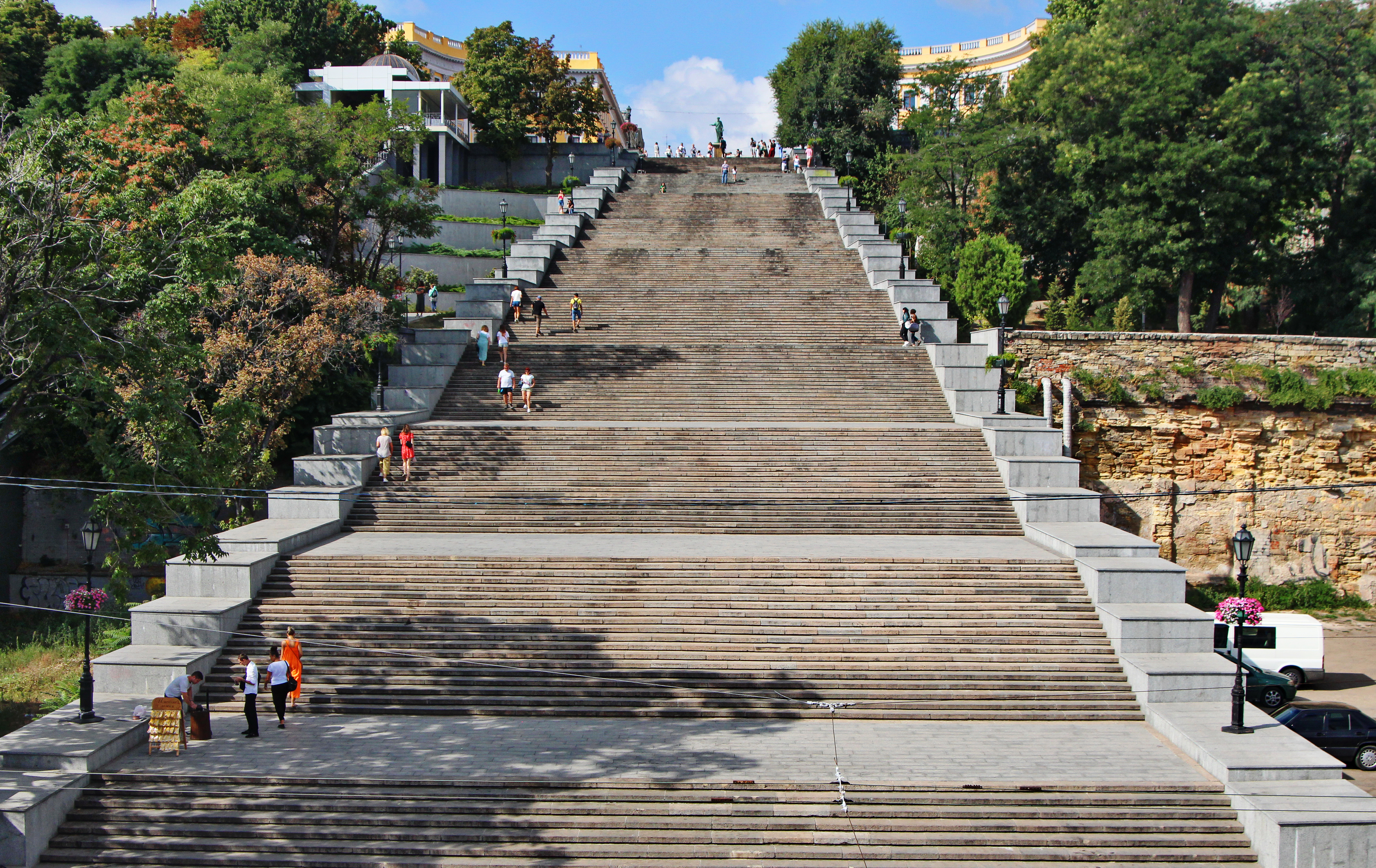
L'escalier du Potemkine.

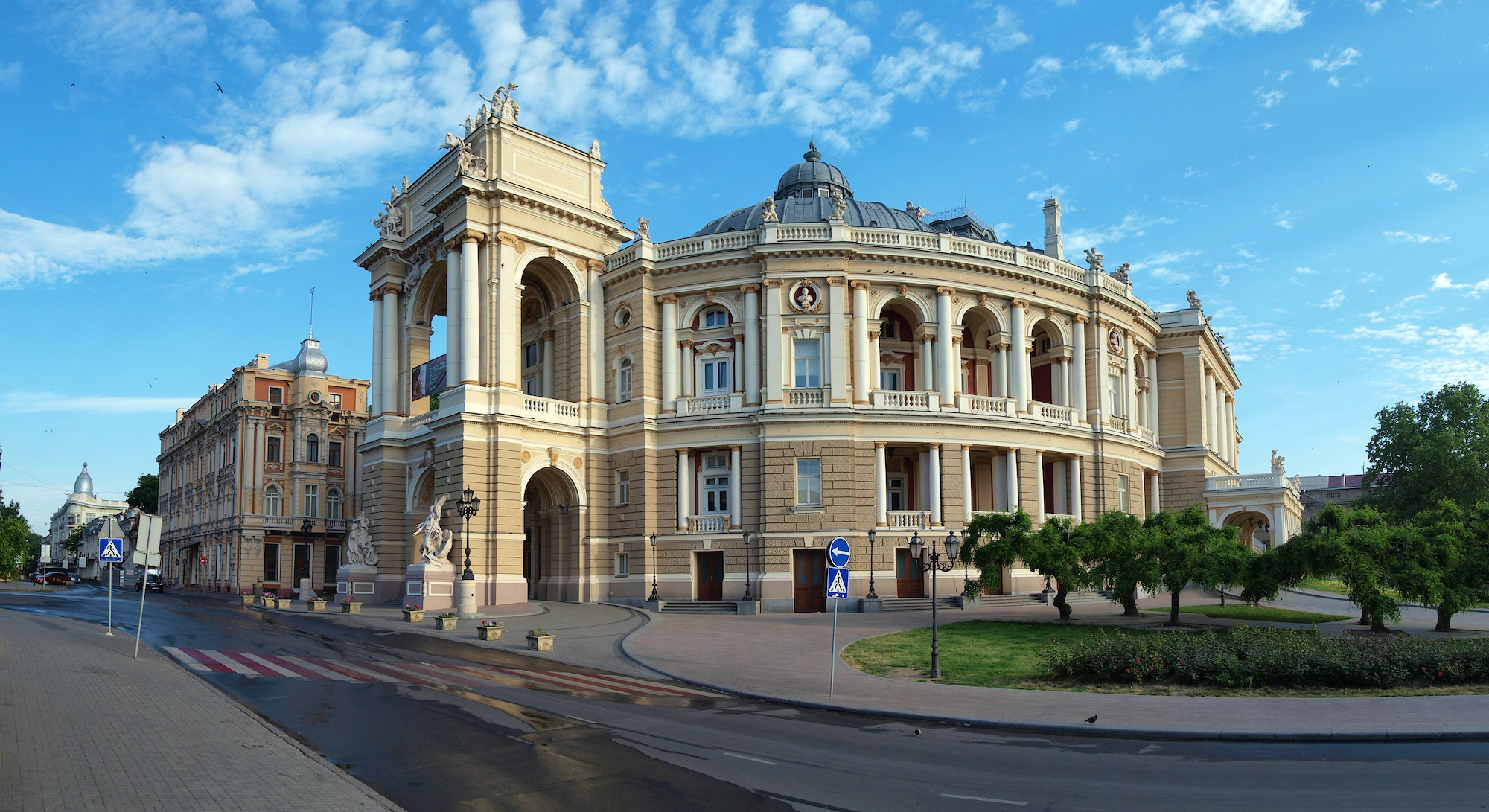
L'opéra d'Odessa.

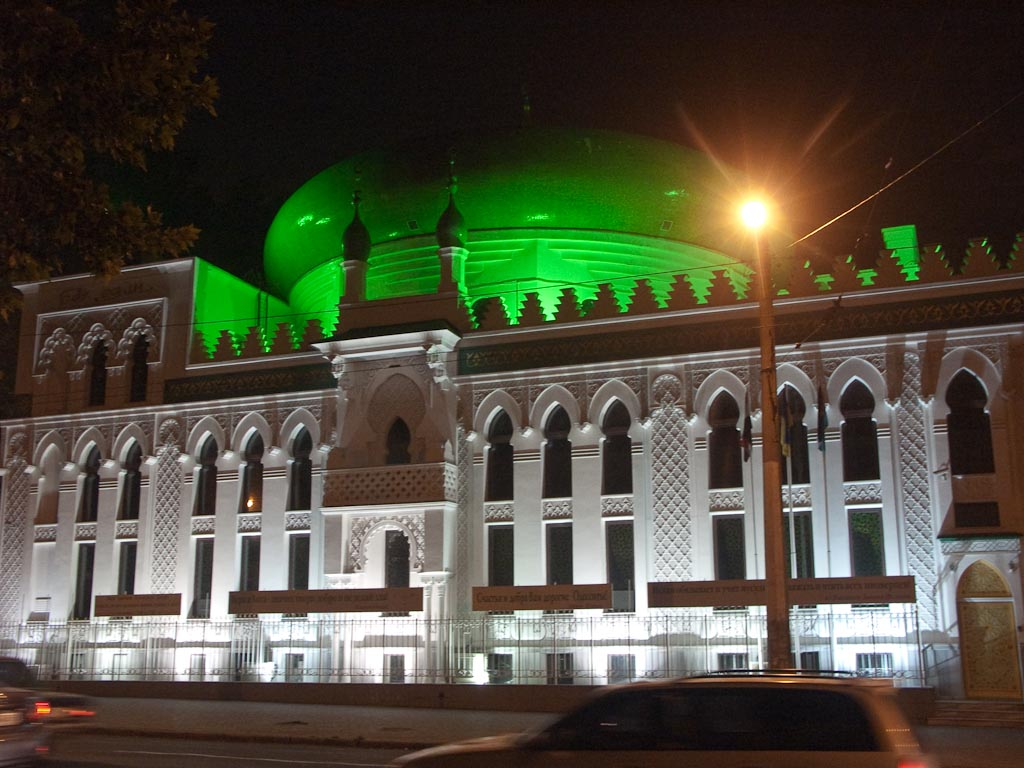
Mosquée culturelle d'Odessa

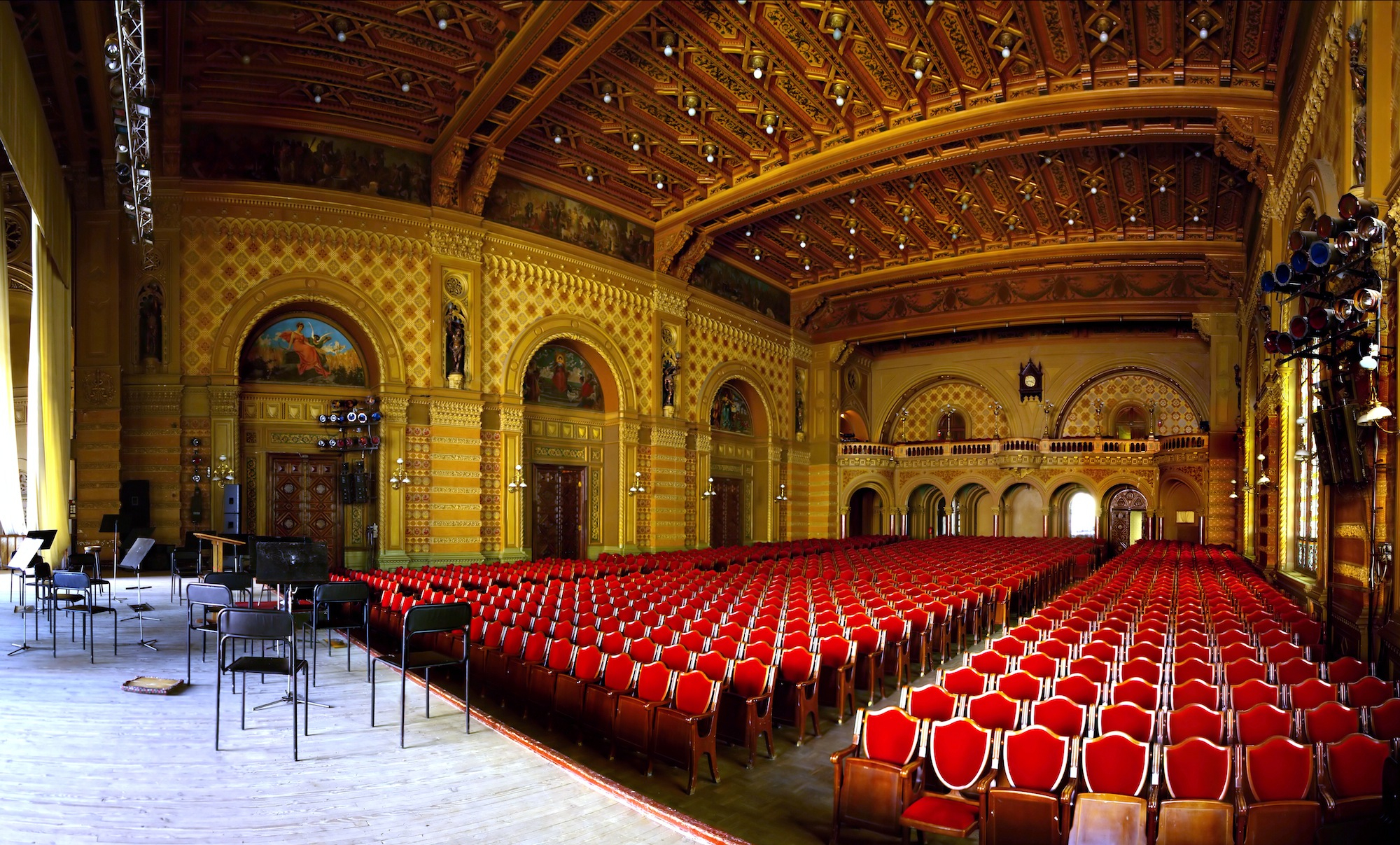
Le philharmonique d'État d'Odessa.

Odessa est célèbre pour son opéra et pour son Escalier du Potemkine immortalisé par Sergueï Eisenstein qui y tourna une scène clef de son film Le Cuirassé Potemkine en 1925. C'est aussi à Odessa que le Studio d'Odessa, un des principaux studios ukrainiens, s'est développé à partir de 1907. La statue du duc de Richelieu est l'un des symboles de la ville.
Le jardin botanique d'Odessa est un parc botanique universitaire, unique sur les bords de la mer Noire.
Le mercredi 25 janvier 2023, le centre historique d'Odessa en Ukraine est inscrit sur la liste du patrimoine mondial en péril de l'Unesco en raison des « menaces de destruction » planant sur ce site depuis le début de l'invasion russe. Cette inscription ouvre accès à des mécanismes renforcés d’assistance internationale d’urgence, techniques et financiers.

### Théâtres et musique
Odessa dispose de nombreux théâtres de qualité dont :
- le théâtre d'opéra et de ballet d'Odessa, construit en 1884-1887 ;
- le théâtre académique d'Odessa de comédie musicale Vodiany ;
- le théâtre académique dramatique russe Ivanov ;
- le théâtre académique musical et dramatique ukrainien Vassilko ;
- l'orchestre philharmonique régional d'Odessa ;
- le théâtre national d'Odessa des Jeunes Spectateurs Ostrovski ;
- le théâtre régional d'Odessa de marionnettes ;
- le cirque national d'Odessa ;
- le théâtre municipal d'Odessa de musique spirituelle Salik ;
- la maison des clowns d'Odessa fondée par Gueorgui Deliev en 2003, une salle de spectacle où se produit la troupe comique Maski (rue Olgievskaïa) ;
- le théâtre Sur la Tchaïna.

Mentionnons aussi le Conservatoire d'Odessa (académie de musique).

### Musées

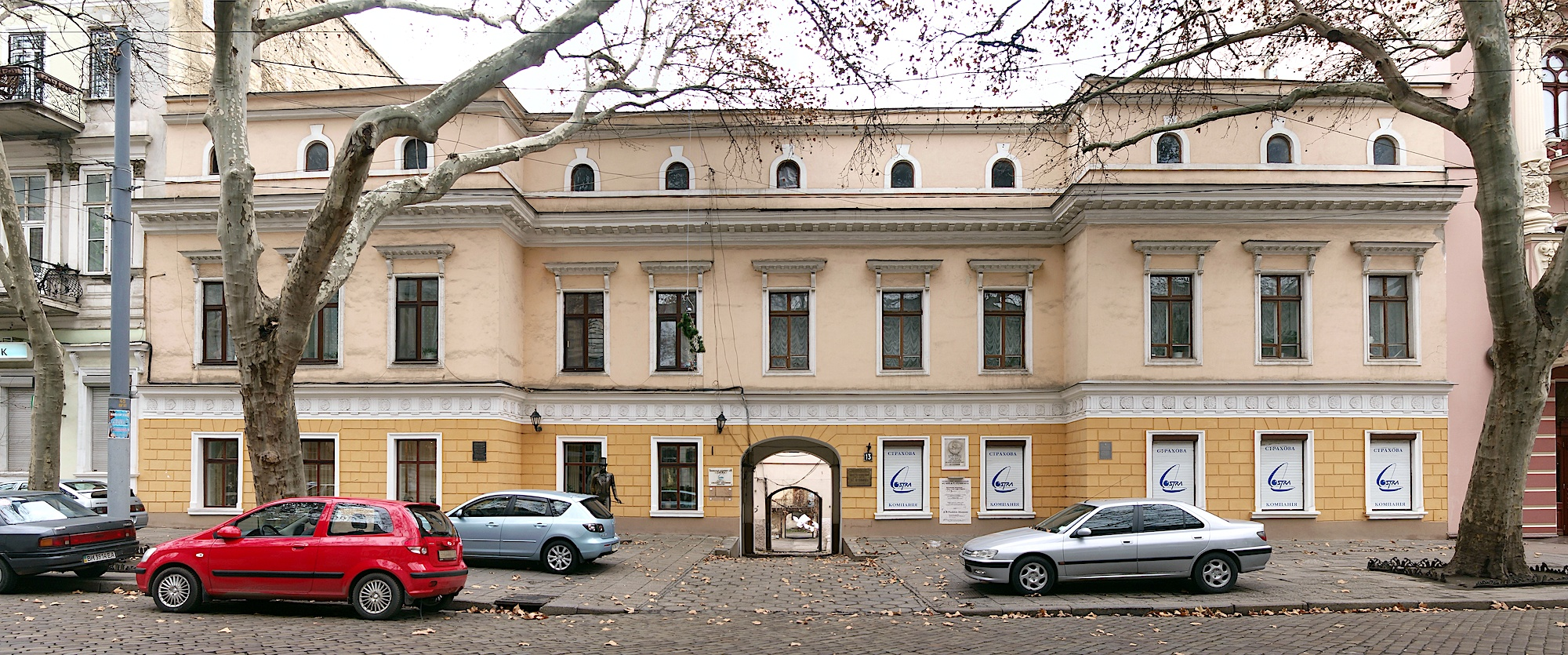
Façade du musée Pouchkine.

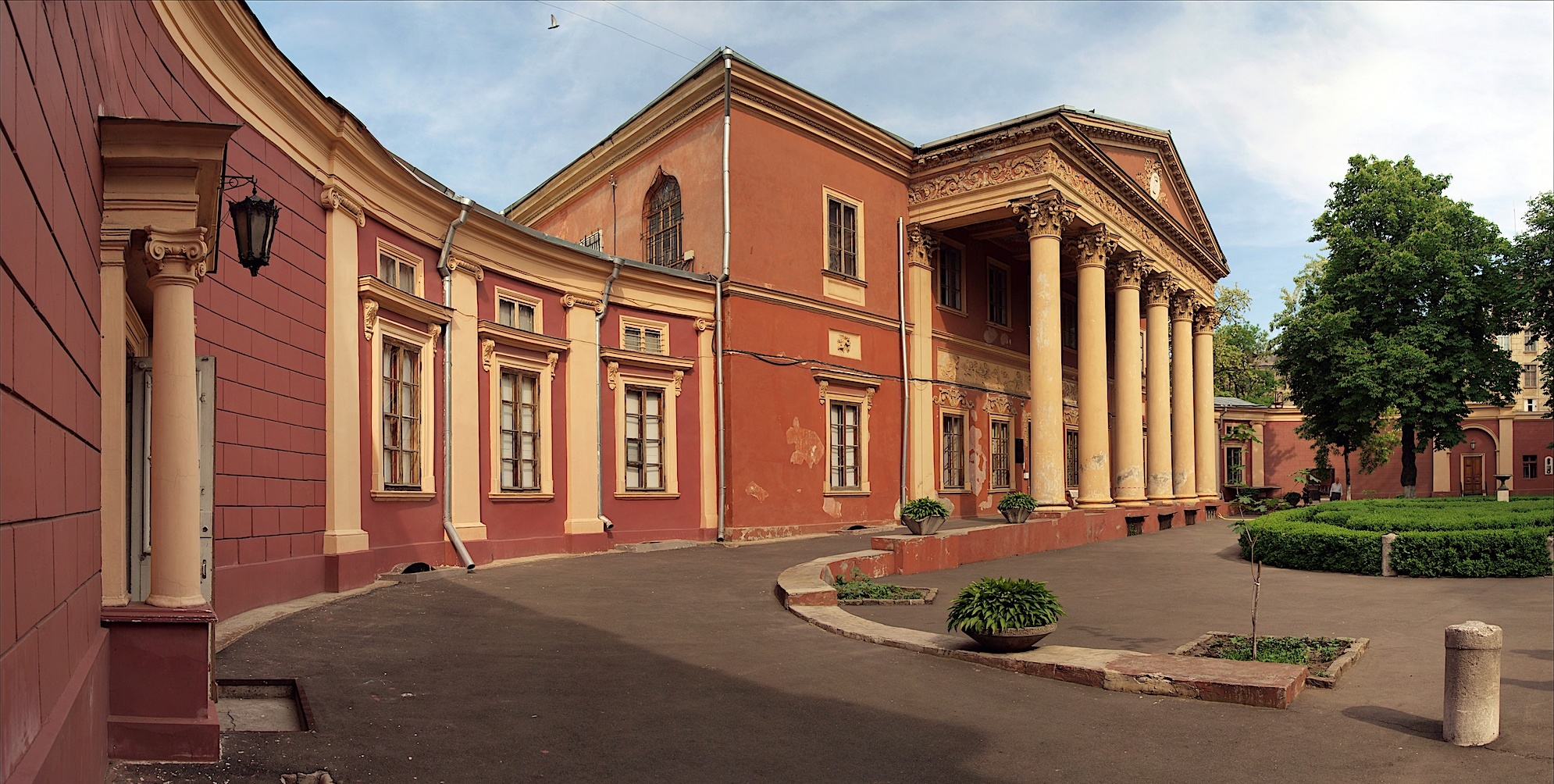
Façade du musée d'Art d'Odessa.

Les Odessites peuvent profiter d'une vingtaine de musées :
- le musée d'archéologie d'Odessa, 4 rue Lanjeronovskaïa (de Langeron) ;
- le musée d'Art occidental et oriental, 9 rue Pouchkine ;
- le musée littéraire d'Odessa, 2 rue Lanjeronovskaïa ;
- le musée de la Flotte d'Odessa, 6 rue Lanjeronovskaïa ;
- le musée populaire de l'Histoire de la milice de la région d'Odessa, 14 rue Evreïskaïa (des Juifs), tél. : +38-048-7794051 ;
- le Port maritime F. de Wollant, 2 montée Lanjeronovski ;
- le musée d'Art d'Odessa, 5a rue Sofievskaïa (de Sainte-Sophie) ;
- le musée d'Art contemporain, 8 boulevard Frantsouzski (des Français) ;
- le musée Pouchkine, 13 rue Pouchkine ;
- le musée numismatique d'Odessa, 33 rue Gretcheskaïa (des Grecs) ;
- le musée d'histoire d'Odessa,
- le musée d'histoire régionale d'Odessa, 4 rue Gavannaïa (du Port) ;
- le musée « Philiki Eteria » (Φιλική Εταιρεία) du fond grec de la culture, 20 Krasny pereoulok (ruelle Rouge) ;
- le musée « Vieille Odessa » ;
- le musée-mémorial de la défense héroïque d'Odessa « 411e batterie de la défense côtière », 150 rue Datcha Kovalevskovo ;
- le musée d'Histoire militaire (avec une exposition sur les ouvrages de défense de la ville), 4 rue Pirogovskaïa ;
- le musée municipal de la collection Blechtchounov, 19 rue Polskaïa (des Polonais) ;
- le musée des Personnages de cire « Chez Baba Outa », 4 rue Richelievskaïa (Richelieu) ;
- la Ceinture de gloire (Seconde Guerre mondiale) ;
- le musée Constantin Paoustovski, Société littéraire, 6 rue Tchernomorskaïa (de la Mer Noire) ;
- le musée d'histoire des juifs d'Odessa « Migdal-Chorachim », 66 rue Nejinskaïa ;
- le musée de l'Holocauste d'Odessa, 111 rue Mala Arnautska ;
- le musée Roerich, 47 rue Bolchaïa Arnaoutskaïa, bur. 2 ;
- le musée anatomique de l'université nationale de médecine d'Odessa, 2 Valikhovski pereoulok ;
- le musée paléontologique de l'université nationale d'Odessa, 2 rue Dvorianskaïa (de la Noblesse) ;
- le musée du Son « Pintchouk » ;
- le musée zoologique, 2 Champanski pereoulok (de Champagne) ;
- le musée du Football, 1/20 rue Marazlievskaïa (stade « Tchernomriets ») ;
- le musée de l'Histoire du parti communiste d'Odessa, 1/2 rue Vodoprovodnaïa.

### Festivals
- Festival international du film d'Odessa.